# Direito

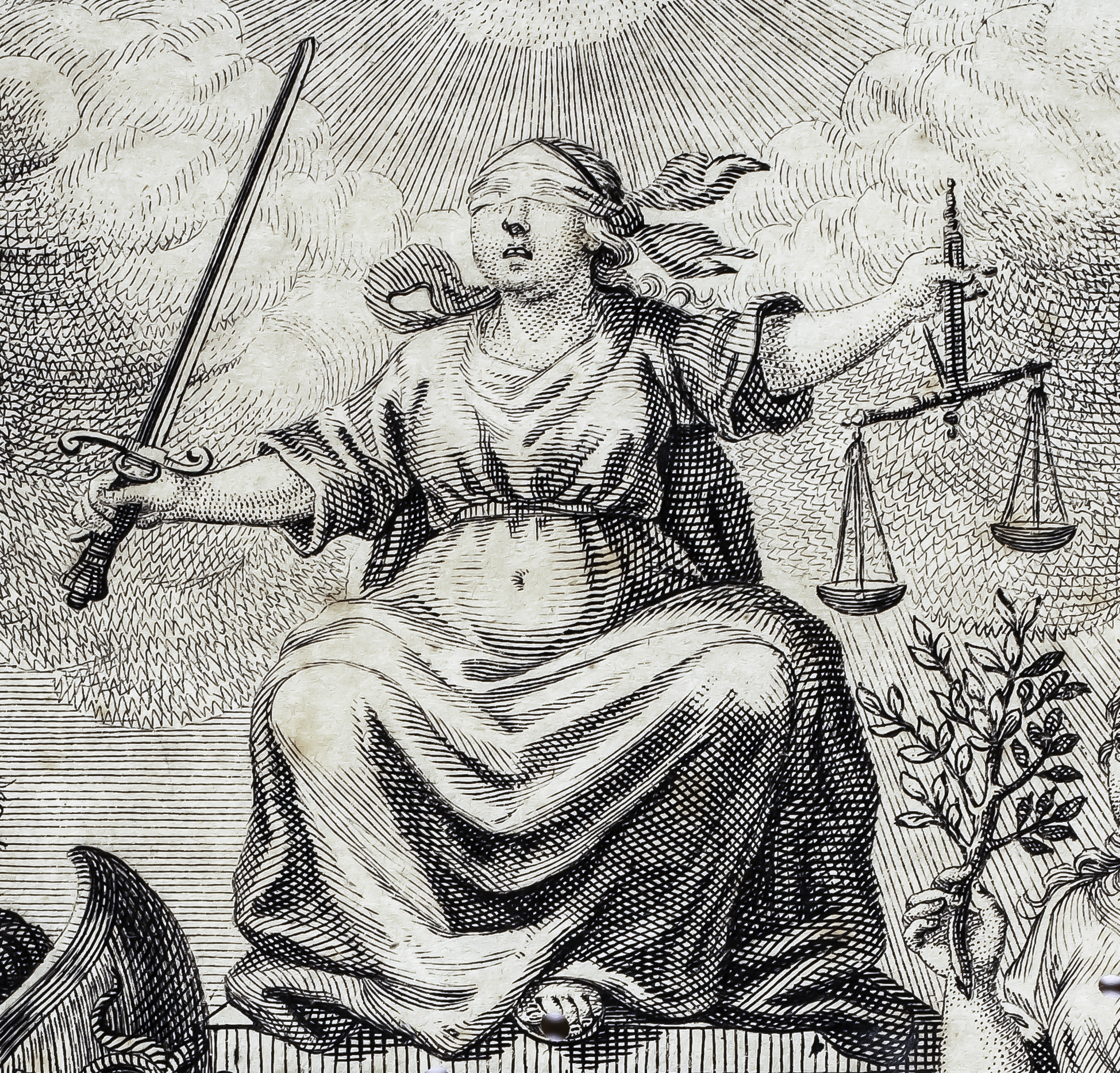
A deusa romana Iustitia como alegoria do direito. Seus olhos vendados denotam imparcialidade, sua balança indica a ponderação de interesses e sua espada simboliza o seu poder coercitivo.

Em sua acepção mais restrita, o direito, em seu sentido objetivo, é o sistema de normas que regula as condutas humanas por meio de direitos e deveres. Esse sistema se impõe em praticamente todos os âmbitos das relações sociais e, como tal, exerce um papel de enorme importância mas também de grande ambiguidade, visto que seu conteúdo e aplicação são influenciados por fenômenos como a religião, a política, a economia, a cultura, a moral e a linguagem. Sua natureza precisa, incluindo suas condições de validade e os fundamentos de sua normatividade, é objeto de um antigo e complexo debate, em que se destacam as correntes juspositivista e jusnaturalista e suas múltiplas ramificações.
O conteúdo do direito é articulado a partir de fontes hierarquizadas em ordenamentos jurídicos. Como o direito é um fenômeno inerente ao processo civilizatório e, em certa medida, particular a cada sociedade, a formação, hierarquia e importância de cada fonte variam significativamente em cada Estado. No mundo todo prevalecem os ordenamentos jurídicos da família romano-germânica de direitos, nos quais as leis escritas são mais amplamente utilizadas e constituem a principal fonte do direito, e da família da common law, fundados principalmente em decisões precedentes. Outras famílias de direitos comuns pelo mundo incluem a dos direitos consuetudinários e a da xaria, dentre outras, sendo comuns ordenamentos mistos, que incorporam elementos de uma ou mais famílias.
Apesar dessas diferenças, diversos processos históricos, políticos e culturais têm ocasionado um movimento de aproximação dos direitos nacionais e, na Contemporaneidade, as fontes do direito tendem a ser articuladas de maneira semelhante. Quando criadas pelo Estado, por meio de uma assembleia com competência legislativa ou de uma autoridade com poder regulamentar, as normas jurídicas são formalizadas em leis, decretos, regulamentos e outros documentos. Estados também podem celebrar tratados entre si e com organizações com personalidade jurídica internacional, que criam regras com efeitos em âmbito externo e interno. Por sua vez, indivíduos e organizações podem celebrar contratos, que, subordinados às normas estabelecidas pelo Estado, criam regras juridicamente vinculantes. As normas jurídicas privadas e públicas são aplicadas, no âmbito de um processo, por tribunais e outros indivíduos com poder jurisdicional, normalmente com base em uma série de métodos interpretativos e à luz da doutrina jurídica, dos costumes e de decisões judiciais que formam a jurisprudência sobre o tema.
Além do binômio direito interno e direito internacional, historicamente o direito tem sido dividido em dois domínios maiores, sobretudo nos países cujos ordenamentos pertencem à família romano-germânica de direitos, e em ramos que agregam normas e teorias que compartilham um mesmo objeto e outras características. Assim, enquanto o direito público diz respeito ao Estado e à sociedade, incluindo ramos como o direito administrativo e o direito penal, o direito privado lida com a relação entre indivíduos e organizações, em áreas como o direito civil e o direito agrário. Contudo, as transformações sociais produzidas desde a Modernidade têm tornado essa divisão crescentemente incapaz de afiliar ramos do direito nascidos de novas necessidades sociais, sobretudo quanto a interesses transindividuais, meta-individuais e coletivos.

## Etimologia
As origens e o processo de adoção da palavra direito são conhecidos apenas parcialmente, embora esteja claro que ambos estão conectados à Roma Antiga. Em latim clássico o termo usado para designar um direito era ius, que daria origem a "jurídico" e "justiça", dentre outros. Esse termo se originou da raiz sânscrita yu (que indica unir ou juntar, e, por extensão, o vínculo contido no direito) ou yoh (que indica algo sagrado), e, em sua origem, indicava algo vinculante ou obrigatório e talvez possuidor de uma garantia divina. Contudo, diferentemente do uso moderno mais comum do termo direito, que designa um conjunto de regras e, portanto, salienta a sua dimensão normativa, dentre os romanos o termo ius estava imediatamente associado à noção de iustitia e era entendido como "a arte de realizar a justiça". Assim, a despeito do caráter normativo do direito romano, esse povo não utilizava o termo ius em referência a esse seu aspecto, mas sim salientando a sua dimensão prática, isto é, a proclamação da justiça pelo juiz.
O termo direito, por sua vez, pode ser traçado até directum (latim medieval erudito) e derectum (latim vulgar), e sua forma adjetiva directus, que indica algo "dirigido" ou "guiado" em linha direta, ou ainda "sem desvio". Esse adjetivo é particípio passado do verbo dirigere ("endireitar", "ajustar", "desenhar em linha reta", "alinhar"), que se originou do verbo latino regere ("governar", "guiar", "liderar") e, mais anteriormente, do adjetivo rectus ("reto", "direto"). Essas palavras evoluíram do termo em língua protoindo-europeia reg-, que indica o ato de endireitar algo e está na origem do termo proto-germânico rehtan, que mais tarde originou o inglês right (por meio do inglês antigo riht) e o alemão recht (por meio do alto-alemão antigo reht); do grego antigo orektos (estendido, ereto); dos termos em persa antigo rasta- ("reto", "direto") e aršta- ("retidão"); do galês rhaith; e do bretão reiz ("justo", "sábio").
Em relação à cronologia do seu uso pelos romanos, as línguas românicas contemporâneas invariavelmente comunicam o conceito de direito com termos que possuem uma mesma origem (o termo lusófono direito tem correspondência direta com diritto, do italiano, derecho, do espanhol, droit, do francês, dret, do catalão, drech, do occitano e drept, do romeno, dentre outros), e, portanto, parece claro que eles se difundiram anteriormente à queda do Império Romano do Ocidente.
Quanto às circunstâncias da sua adoção, uma teoria amplamente conhecida se ampara no Thesaurus Linguae Latinae e em análises da simbologia relacionada ao direito para demonstrar que o uso desse termo tem uma correspondência com a cultura grega e seria uma referência à posição ereta do fiel da balança, esta última um símbolo de equilíbrio associado à ideia de justiça no Antigo Egito do século XX AEC. Na Grécia Antiga, entre os sécs. XII e X AEC, a balança e o ideal de justiça vieram a ser associados a Zeus, que julgava o Homem em função de sua própria lei e de sua própria vontade. Mais tarde, pelos tempos de Homero, Zeus foi substituído, como símbolo da justiça, pela deusa Têmis, mas com a diferença que essa deusa julgava os homens em função da lei de Zeus; a deusa Têmis, portanto, era uma encarnação secundária do direito, pois seu julgamento era delimitado por uma lei externa a si mesma, estabelecida por um terceiro, Zeus. Por fim, pelo tempo de Hesíodo o panteão grego viu surgir a deusa Dice, filha de Zeus e Têmis, cuja representação incluía a balança em sua mão esquerda e uma espada na direita. A essa deusa foi atribuída a função de administrar a justiça ao Homem, isto é, de utilizar a balança para julgar os fatos de acordo com a lei de Zeus e declarar o que era justo em situações concretas. Os romanos teriam incorporado as mesmas alegorias em seu panteão, respectivamente nas figuras de Júpiter, Dione e Iustitia. Em comum a ambas alegorias, Dice e Iustitia identificavam o direito, e assim podiam declarar o que era era justo, quando os pratos da balança estivessem em equilíbrio (em grego clássico: íson) e, assim, o seu fiel estivesse perfeitamente ereto, isto é, direito (em latim: directum ou derectum, formados por dis + rectum e indicando algo "muito rectum ou totalmente rectum"). Portanto, enquanto na Grécia o direito veio a ser conhecido como íson na linguagem mais popular, em Roma ele veio a ser designado informalmente pelo termo derectum, mas com uma conotação diferente daquela do termo ius, referindo-se especificamente à sua dimensão moral (indicando aquilo que é escorreito, o caminho reto a ser seguido), e não sua dimensão prática ou de proclamação da justiça pelo juiz.
Dito de outro modo, o termo derectum teria surgido como consequência de a maior parte da população romana apreender o direito por seu aspecto orientador das condutas, e não por seu aspecto técnico (a arte de realização da justiça), expresso pelo termo ius. Apesar de sua rejeição pelas classes mais educadas, que o consideravam vulgar, o termo derectum difundiu-se dentre a sociedade romana e provavelmente coexistiu com o termo ius até os sécs. VII e VIII EC, quando os conteúdos dos manuais de direito romano começaram a cair em desuso. Por essa época o uso do termo técnico ius foi suplantado pelo termo vulgar derectum, que então já era parte do vocabulário comum, tanto na linguagem falada quanto na escrita. O termo ius conheceria uma ressurgência com o renascimento do direito romano, iniciado com a redescoberta do Corpus Juris Civilis pelos juristas italianos no século XII, mas por essa época os termos directum e derectum já eram amplamente utilizados para designar todo o conjunto ou uma norma jurídica específica. Do latim, eles evoluíram em português sucessivamente para directo (1277), dereyto (1292) e dereijto (1331), até chegar à sua grafia atual, documentada pela primeira vez no século XIII.

## História

### Sociedades arcaicas
O direito é um fenômeno inerente às sociedades humanas, exclusivo a elas e relacionado à sua própria formação. Toda sociedade humana, das culturas arcaicas às mais avançadas tecnologicamente, possui estruturas normativas que impõem "padrões, regras e valores" aos seus membros e que constituem instrumentos de controle social, isto é, regulam os comportamentos individuais e coletivos a fim de assegurar uma certa ordem social. Mesmo nas sociedades mais simples o direito é elemento estruturante do controle social, permitindo "prevenir, remediar ou castigar os desvios das regras prescritas".

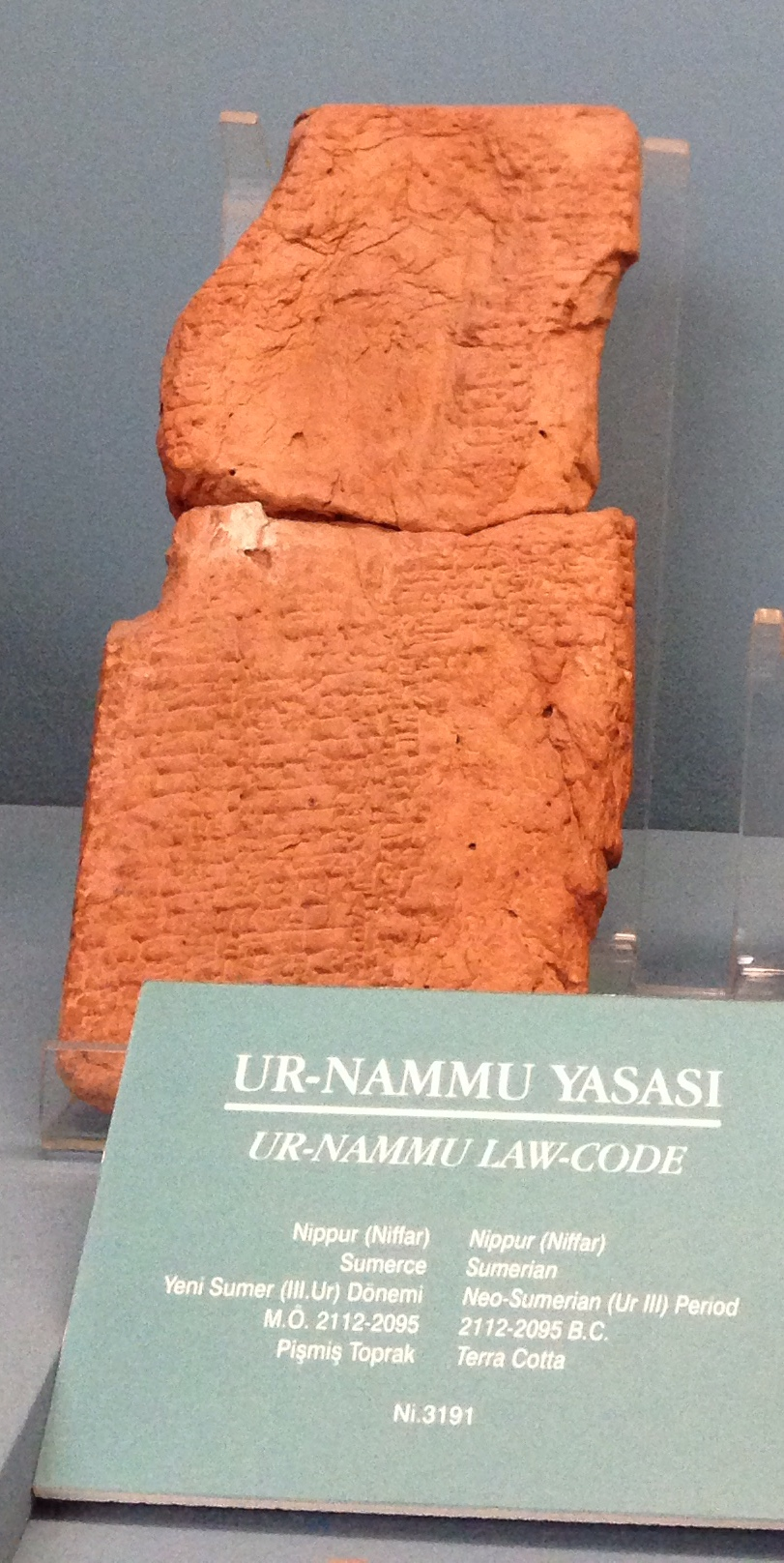
O Código de Ur-Namu é o mais antigo texto de lei jamais encontrado (século XX AEC)

O nascimento do direito, portanto, remonta a tempos imemoriáveis, e tratar de sua história implica reconhecer seu surgimento em diferentes sociedades e momentos históricos. Embora não se possa identificar uma data, mesmo aproximada, para o seu surgimento, sabe-se que a vida em cidades data de pelo menos 7000 AEC e, por essa época, seguramente o direito já estava presente. Inicialmente as regras aplicáveis às sociedades eram transmitidas sem grande preocupação com a sua sistematização, oralmente e por meio de uma simbologia capaz de expressar normas e valores de maneira figurativa mas com clareza e precisão imediatas.
Assim, no âmbito das sociedades ágrafas o direito evidentemente não era legislado, mas sim constituído essencialmente de costumes, que foram se perpetuando através das gerações e se consolidando na forma de tradições e rituais. Como a mobilidade e o intercâmbio entre as primeiras sociedades eram limitados pelas distâncias geográficas e o desenvolvimento tecnológico, inicialmente os seus direitos apresentavam um grau acentuado de endogenia; os direitos de cada sociedade, portanto, eram bastante particulares e apresentavam pouca influência externa, daí se falar em uma "multiplicidade de direitos" desde logo cedo.
As evidências sobre o funcionamento desses direitos também sugerem que inicialmente as normas de direito tinham como objeto privilegiado os interesses do grupo em detrimento da regulação de interesses individuais; não por acaso, o direito penal surgiu cedo na história do direito e talvez mesmo tenha sido a sua origem. Da mesma forma, há consenso que os direitos primitivos eram fortemente contaminados pela religião, de modo que a autoridade das regras de direito estava fundada no sobrenatural: nas vontades das divindades, nas crenças dos antepassados e nos rituais. Assim sendo, naturalmente os sacerdotes tornaram-se os primeiros reveladores e intérpretes das normas e, na maior parte das sociedades arcaicas, as figuras do líder religioso, do legislador e do rei se confundiam ou estavam intimamente relacionadas. Ao longo do tempo as vontades das divindades, as crenças dos antepassados e os rituais tenderam a se fundir em uma coisa só, isto é, as normas de cunho religioso transformaram-se em costumes e rituais, que, por sua vez, foram sendo substituídos por leis. Por esse motivo, considera-se que os direitos primitivos possuíram três estágios de desenvolvimento: o direito oriundo dos deuses, o direito que toma a forma de costumes e o direito fundado nas leis.

Os primeiros textos expressando e organizando as normas jurídicas viram o dia concomitantemente ao surgimento da escrita, por volta de 3200 AEC, no seio das culturas que, por meio dessa nova tecnologia, buscaram registrar as informações sobre sua organização em um meio mais perene do que as memórias dos indivíduos. Os sumérios produziram alguns dos primeiros documentos com conteúdo jurídico que se conhece, na forma de documentos de caráter negocial. Os primeiros deles foram registros de transações fundiárias, datados por volta de 3000 AEC, e contratos relacionados a outros bens, incluindo a compra, venda e libertação de escravos, surgiram pela mesma época. Não muito mais tarde, entre 2300 e 2200 AEC, o Império Acádio produziu os primeiros documentos conhecidos estabelecendo tratativas entre dois povos diferentes, e que são os registros mais remotos do direito internacional.

Quando Anu, o sublime, Rei dos Anunáqui, e Bel, o Senhor do Céu e da Terra, [...] deram a Marduque, o filho dominante de Ea, Deus da justiça, o domínio do homem terreno [...], eles deram à Babilônia o seu nome ilustre, a criaram na terra e nela fundaram um reino eterno [...]; então Anu e Bel chamaram a mim, Hamurabi, o exaltado príncipe, temente a Deus, para promover o domínio da justiça na terra, para destruir os ímpios e os malfeitores; para que os fortes não prejudiquem os fracos; para que eu governe as pessoas de cabeça negra como Samas e ilumine a terra para promover o bem-estar da humanidade.

Prólogo do Código de Hamurabi
Quanto a textos de lei tratando da regulação interna da sociedade, embora se conheça indiretamente existência de leis como o Código de Urucaguina, produzido no século XXIV AEC, o mais antigo códice legal já encontrado por arqueólogos é o Código de Ur-Namu, produzido na Suméria provavelmente entre 2047 e 2030 AEC. Mesmo em relação a documentos posteriores, esse documento mostrou-se avançado por empregar uma fórmula casuística para as regras que previa e por conter numerosas regras buscando proteger a maioria mais fraca contra os abusos da minoria mais poderosa.
Um outro documento inicial, por décadas considerado o mais antigo documento desse tipo, foi o Código de Hamurabi, que desde a publicação de sua primeira tradução parcial, em 1902, tornou-se provavelmente o mais famoso códice das fases iniciais da Idade Antiga. A fama desse documento babilônio se assenta no fato dele apresentar "o mais coerente e elaborado engajamento com questões de justiça no período inicial da história mundial", de maneira que não se veria igual por outros mil anos. Datado de c. 1760 AEC, ele continha 282 leis relativas a questões econômicas (como preços, tarifas, e comércio), familiares (como a regulação do casamento e do divórcio), criminais (tipificação e punição por crimes) e de direito civil (relativas, por exemplo, à escravidão e ao pagamento de dívidas). As penas previstas variavam de acordo com a estratificação social dos infratores (escravo/livre, homem/mulher) e as circunstâncias dos crimes. Além do mais, esse documento também é testemunha do nascente processo de intercâmbio entre os direitos de diferentes culturas, pois incorporou regras que hoje se sabe estavam presentes em leis estrangeiras, como o Código de Ur-Namu, e influenciou outros corpos de leis, notadamente as Leis Bíblicas.
Exemplos arcaicos adicionais incluem o Código de Lipite-Istar (c. 1930 AEC), o Código de Esnuna (c. 1720 AEC), o Código dos Assírios (final do século XII AEC), as Leis Hititas (século XIII AEC), as Leis do Império Neobabilônico (século VI AEC), o Código da Aliança (c. 1000 AEC) e o Código Deuteronômico (século VII AEC), além do Código de Atenas elaborado por Drácon (século VII AEC). Todos esses documentos empregaram a fórmula casuística do Código de Ur-Namu e incluíram regras voltadas à solução de problemas do dia a dia.

### Direito romano
Os gregos e os romanos foram os primeiros povos a distanciar a moral e a religião do direito, e estes últimos foram os primeiros a organizar um verdadeiro direito, no sentido atual do termo, ao extrair, estudar e aplicar sistematicamente regras que poderiam ser utilizadas para resolver outros casos, a partir de decisões precedentes sobre casos concretos. Outra distinção fundamental do direito romano frente aos demais direitos da época é que ele tratava principalmente de questões de interesse privado. Assim, ele expressou, possivelmente pela primeira vez, "o advento do direito privado, isto é, o reconhecimento jurídico da esfera privada em oposição à esfera pública".

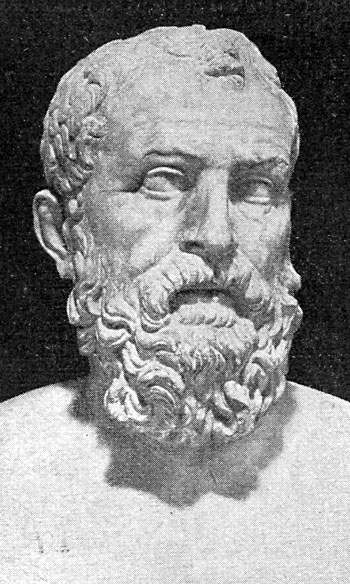
As leis do ateniense Sólon tiveram influência importante na codificação da Lei das Doze Tábuas romana

O marco inicial do direito romano, tal qual ele foi transmitido à posteridade, foi um corpo de normas chamado Lei das Doze Tábuas (em latim: Lex Duodecim Tabularum), que se originou em torno de 450 AEC, no início do período da República Romana. Até então os romanos haviam regulado sua sociedade por meio de costumes e rituais desenvolvidos ao longo de séculos, e esse documento codificou parte das regras até então praticadas. Embora não haja consenso sobre a veracidade da tradição de que teria se originado em um contexto de disputa entre a classe dos plebeus e a dos patrícios, está claro que a Lei das Doze Tábuas foi influenciada pelos direitos de outros povos, sobretudo códices da Mesopotâmia e a legislação ateniense elaborada por Sólon.
A cidade-estado onde a democracia se desenvolveu, Atenas possuía o direito da Antiguidade que apresentava maior desenvolvimento quanto ao processo judicial e à formação da legislação. O código de Solon substituíra o de Drácon, como parte de uma ampla reforma institucional, social e econômica, e a criação da corte suprema de Atenas, a Helieia, permitiu a qualquer pessoa recorrer de decisões injustas de tribunais inferiores, estabelecendo assim o princípio de que a lei se encontrava acima do magistrado, a quem cabia apenas aplicá-la. Talvez mais importante, o direito ateniense foi muito influenciado pela filosofia grega e, por meio dela, permitiu aos romanos "construir um direito sistematizado e governado pela razão e pelo dever", a ponto de se poder falar em um "sistema científico".

A Lei das Doze Tábuas era parte daquilo que os romanos entendiam como ius civile ou direito dos cidadãos, e que era aplicável unicamente aos cidadãos romanos. Conforme a república deu lugar a um império, seus governantes enfrentaram o crescente desafio de governar uma população cada vez mais diversa e decentralizada, e disputas entre os cidadãos romanos e os não-cidadãos, que viviam ou viajavam por seus territórios, mostraram a exaustão do ius civile frente a muitos desses casos. Assim, gradualmente foi se desenvolvendo o chamado ius gentium ou direito dos povos, constituído por leis aplicáveis a todas as pessoas livres, independente de sua nacionalidade, e que, na visão dos romanos, era fundado nos princípios e valores compartilhados por toda a humanidade. Mais tarde, com a sofisticação do direito romano, um outro desdobramento viu o dia na forma do ius honorarium, constituído de precedentes e soluções adotados por magistrados, particularmente o pretor, e que facilitava a aplicação das leis ao fornecer elementos para suprir suas lacunas e mesmo corrigi-las.

Nos mil anos entre a Lei das Doze Tábuas e as codificações de Justiniano, os romanos desenvolveram o sistema jurídico secular mais sofisticado e abrangente da Antiguidade. O direito romano ainda é central na tradição da família romano-germânica do continente europeu e de algumas de suas ex-colônias nas Américas, Ásia e África, e foi fundamental para o desenvolvimento do direito internacional, do direito canônico e da common law. Juristas romanos criaram conceitos, ideias, regras e mecanismos jurídicos que a maioria dos sistemas jurídicos ocidentais ainda utiliza.

Rafael Domingo Osle
Ao longo da história de Roma, cada uma dessas fontes do direito romano evoluiu consideravelmente em conteúdo e importância, permitindo ao direito transformar-se e manter sua vitalidade. Pelos idos de Cícero, o ius honorarium parece ter sido a maior e mais importante fonte do direito e, pela época de Diocleciano, já durante o Império, uma rica tradição de jurisprudência se encontrava consolidada. Pouco a pouco, as análises dos resultados das decisões relativas ao ius gentium e ao ius honorarium passaram a ser estendidas ao ius civile e, gradualmente, levaram a uma maior integração das fontes do direito romano e à constituição de uma legítima ordem jurídica (em latim: ordo iuris). Durante o império também surgiu um quarto elemento do direito romano, chamado ius novum, constituído de leis, opiniões do Senado Romano (em latim: senatusconsulta), decretos do imperador e decisões de outros magistrados (em latim: cognitio extra ordinem) sobre assuntos que não estavam vinculados pelas regras comuns do direito.
Com a maior complexidade do direito, a administração da justiça passou a necessitar de um grupo maior de profissionais para operar o sistema de leis e decisões que havia sido desenvolvido. Assim, na segunda metade do século III AEC surgiu uma nova classe de especialistas treinados em direito, chamados juristas, que não participavam diretamente da administração da justiça mas trabalhavam na interpretação do direito e na produção de pareceres formais sobre ele. O trabalho de sucessivas gerações de grandes juristas e a constituição de uma ciência jurídica — a jurisprudentia — elevaram-no ao seu ápice durante os sécs. I e II, que constituem o período clássico do direito romano.
No século que se seguiu à divisão entre o Império Romano do Ocidente e o Império Romano Oriental, Teodósio II ordenou uma compilação das leis romanas, o Código de Teodósio (em latim: Codex Theodosianus), que foi aplicado em ambas as metades do império. Não muito depois, o Império Ocidental sucumbiu às migrações bárbaras que vinham ocorrendo na região, e o imperador bizantino Justiniano buscou reconquistar alguns dos territórios ocidentais que haviam sido perdidos para invasores germânicos, de forma a restabelecer o controle e um senso de unidade dentro do Império. Como parte desse desafio, o governo de Justiniano empreendeu um grande esforço de codificação das leis do império, e que resultou no Corpus Iuris Civilis, formado por três documentos: Institutos (em latim: Institutiones), uma introdução ao sistema jurídico romano; Digesto (em latim: Digesta) ou Pandectas (em grego: Pandectae), uma coleção de excertos de textos de juristas consagrados; e o Código Justiniano propriamente dito (em latim: Codex Iustinianus), um conjunto de doze volumes com as leis imperiais. O Corpus Iuris Civilis tornou-se a fonte primária do direito nas áreas controladas pelo Império Bizantino, ao passo que a península Itálica e as demais províncias do Império Romano do Ocidente foram gradualmente perdendo elementos importantes de sua identidade romana, com evidentes reflexos em seus direitos.

### Idade Média

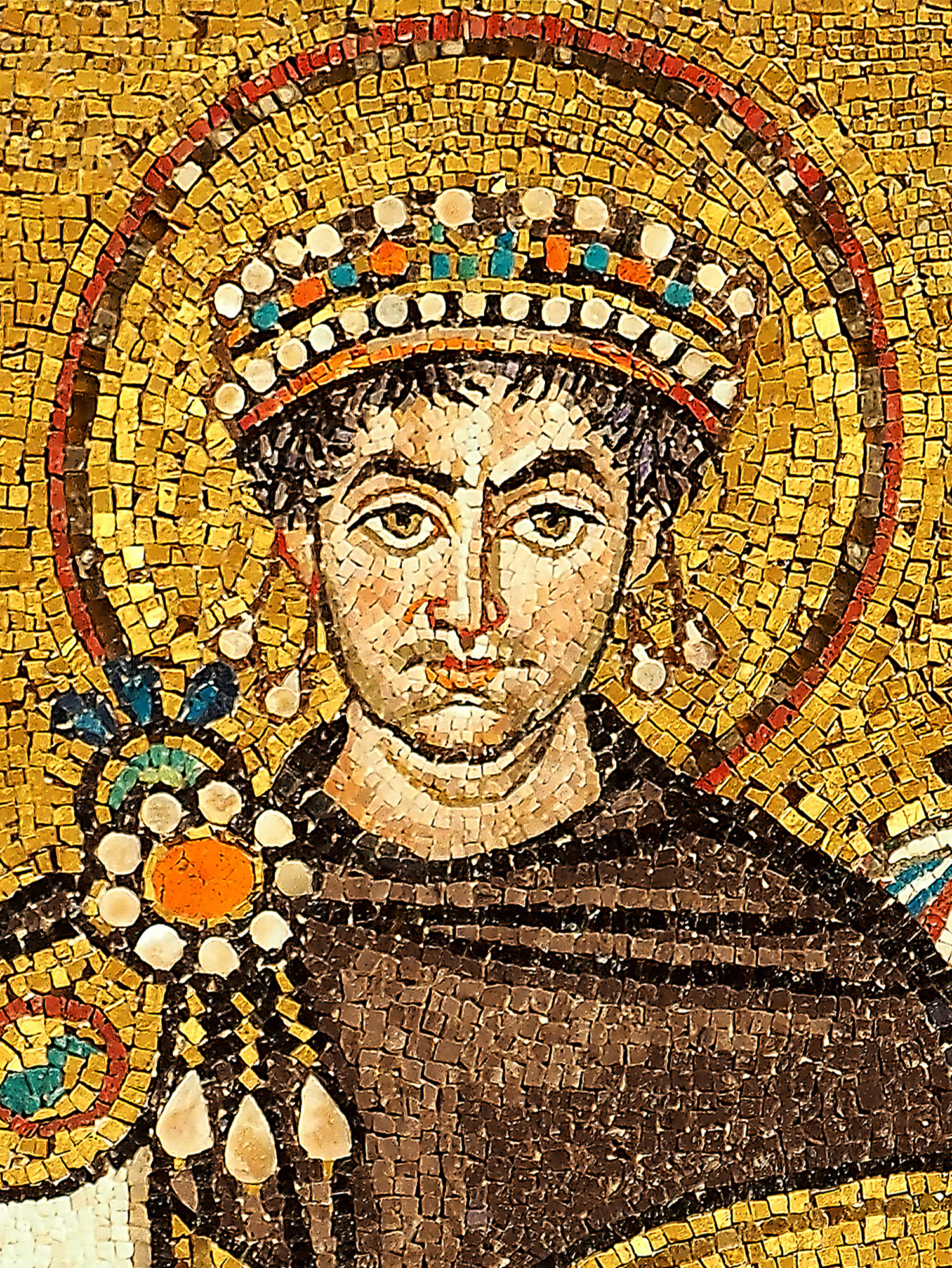
O imperador bizantino Justiniano foi responsável pela elaboração do Corpus Iuris Civilis

Apesar da queda do Império Romano do Ocidente, o direito romano continuou a ser aplicado em seu antigo território e também no Império Bizantino. Contudo, rapidamente o direito existente nessas duas regiões deu origem a direitos distintos, devido a processos evolutivos próprios.
No Império Bizantino, graças às codificações de Justiniano e à preservação das instituições e do tratamento científico do direito, o direito romano, tal qual inicialmente moldado por Justiniano, continuou a ser utilizado por séculos. Na sequência da elaboração do Corpus Iuris Civilis, Justiniano decretou limites para a sua interpretação por comentaristas, temeroso que o conteúdo da nova legislação fosse eclipsado por uma torrente de interpretações conflitantes. Essa limitação parece ter relaxado com o passar dos séculos, e o trabalho dos juristas bizantinos jamais deixou de existir efetivamente.
Conjuntamente a isso, os imperadores que sucederam Justiniano continuaram a promover mudanças no direito, de acordo com os problemas sociais e econômicos que foram se apresentando e também porque as codificações justinianas jamais se tornaram a única fonte do direito no império. O Corpus Iuris Civilis foi um produto do governo bizantino, mas com conteúdo em latim e tratando do direito romano, isto é, de instituições e conceitos criados por uma cultura distante e cujas raízes se perdiam no tempo; como consequência, seu conteúdo jamais esteve inteiramente ao alcance da cultura jurídica predominantemente grega dos juristas bizantinos. Assim, os sucessores de Justiniano realizaram esforços a fim harmonizar e atualizar o direito bizantino, que existiu formalmente até a liquidação final do império, em 1453, mas continuou a influenciar a evolução dos direitos das nações que anteriormente eram parte da esfera de influência bizantina.
Em paralelo, no território antes controlado pelo Império Ocidental, inicialmente o direito romano, na forma do Código de Teodósio, continuou a ser utilizado pelas populações de origem romana. Não obstante, com a ausência de um governo central e de uma classe de profissionais bem treinados para compreender e operar esse direito, ao longo dos séculos ele incorreu em processos de fragmentação e barbarização, ou seja, de fusão com os costumes dos povos germânicos que controlavam as diferentes regiões anteriormente romanas e de diversificação por conta da crescente feudalização. Pela época do reino de Justiniano, no antigo território ocidental surgiram ao menos três codificações empreendidas por povos germânicos, sendo a mais famosa a Lei Romana dos Visigodos (em latim: Lex Romana Visigothorum), que consistiam de compilações pouco refinadas de fontes jurídicas romanas. Como Roma havia construído o direito mais compreensivo e sofisticado até então, ele acabou adotado em grande medida pelos governos que a sucederam, embora de maneira pouco analítica e marcadamente desigual nas diferentes regiões. Assim, embora o direito romano jamais tenha deixado de existir completamente nas regiões que anteriormente eram parte do Império Ocidental, documentos do período mostram uma crescente quantidade de erros conceituais e ausência de originalidade e competência nas interpretações doutrinárias a seu respeito.

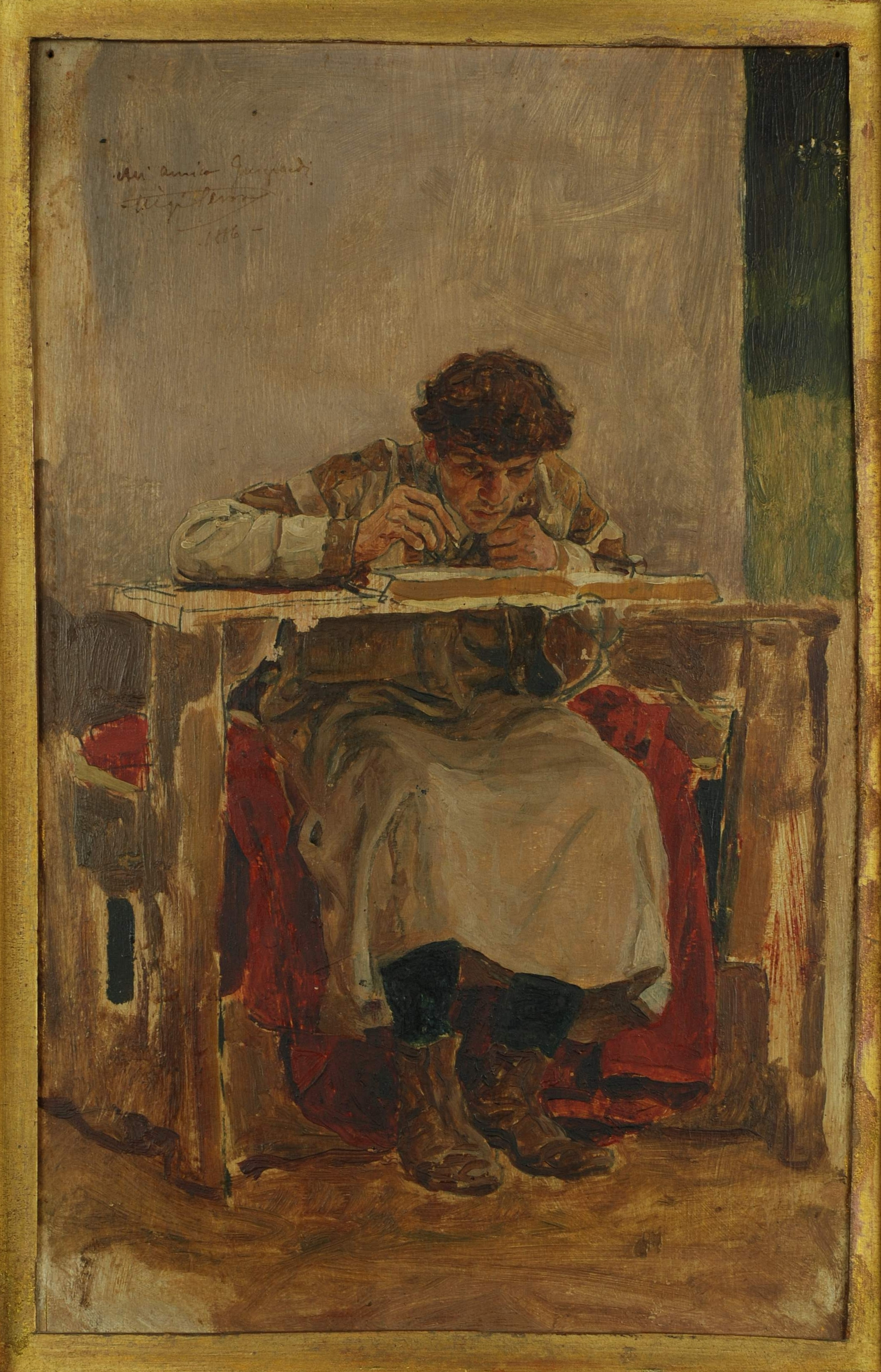
Os glosadores tiveram papel fundamental na redescoberta e reconstrução do direito romano

Ao longo dos séculos de declínio do direito romano, contudo, essas atividades se encarregaram de manter vivas a memória e a admiração por sua qualidade, e eventualmente permitiriam avanços consideráveis nos direitos locais dos reinos europeus. Pelo século XI a Europa emergia da idade das trevas, e isso foi acompanhado de uma revalorização da cultura clássica, que levaria à criação das universidades e ao Renascimento do século XII. Como efeito mais imediato, esse movimento encorajou uma renovação no estudo do direito romano, sobretudo no sul da França e no norte da Itália. Embora o estudo do Corpus Iuris Civilis tenha avançado em alguma medida por conta disso, sobretudo nas universidades de Pavia e Ravena, esse avanço foi limitado e só ganhou verdadeiro impulso com a redescoberta em Pisa, no final do século XI, de uma cópia completa do Digesto de Justiniano.
Esse documento foi imediatamente estudado pelos glosadores da Universidade de Bolonha, que, ao longo de um século e meio de trabalho, sucederam em estabelecer as bases teóricas para a compreensão atual do direito romano. Na Universidade de Bolonha milhares alunos de toda Europa aprendiam as técnicas de operação do direito lá desenvolvidas, e não o conteúdo de leis ou direitos específicos, e, a partir dela, os avanços no estudo do direito romano se difundiram por toda a Europa. Diversos motivos têm sido propostos para explicar esse fenômeno, dentre os quais a sobrevivência de instituições jurídicas romanas nos direitos praticados em diferentes partes da Europa; a versatilidade e amplitude do direito romano, que permitia resolver diversas questões para as quais os direitos dos países não tinham resposta; a adoção de novas leis, por diversos países, inspiradas no direito romano; e a crença no direito romano como sendo o direito comum a toda a cristandade. Esta última questão, de fato, parece ter sido a principal motivação dos glosadores.
Por um motivo ou por outro, o a partir do século XI o direito romano passou a permear todos os direitos da Europa, embora em diferentes medidas e com suas próprias cronologias. Em um movimento que prenunciava o processo de formação dos Estados nacionais, ele encontrou a simpatia dos monarcas europeus, pois mostrou-se útil em seus esforços para impor seu poder real frente à nobreza feudal. Consequentemente, muitos reinos viram surgir codificações inspiradas no direito romano, ao passo que muitos daqueles que detinham poder localmente protestaram em busca de manter seus costumes locais e antigos privilégios. Esse processo, contudo, foi apenas parcialmente efetivo, pois nenhum reino da época possuía a força necessária para substituir completamente os direitos locais por uma burocracia centralizada. Assim, em primeiro lugar, apenas os casos envolvendo a alta justiça passaram a ser julgados pela cortes reais, enquanto tudo o mais permaneceu sob a jurisdição da nobreza local. Depois, o direito local continuou a ter preferência em relação ao direito romano, e este passou a ser utilizado como fonte subsidiária.
Em última instância, em praticamente toda a Europa o ius commune (em português: direito comum) europeu, uma combinação de direito romano, direito canônico e direito local (em latim: ius proprium) continuou em uso até o final do século XVIII. Elementos do Corpus permaneceram uma fonte imediata do direito até tempos recentes, como na Alemanha, até em 1900, e na Escócia, África do Sul e Sri Lanka, até pelo menos a segunda metade do século XX; além disso, a técnica romana influenciou fortemente o processo das codificações nas Américas, na Europa e na Ásia a partir do século XVIII. Em grande medida por conta do Corpus, o direito romano tornou-se a fundação da família romano-germânica de direitos e pode ser considerado "uma das mais poderosas forças formativas no desenvolvimento da civilização ocidental".
Uma situação semelhante, mas em última instância excepcional, diz respeito à Inglaterra. No século XII a situação do direito desse país era essencialmente a mesma da Europa Continental: seu direito local era fundado nos costumes; diferentes condados, e até mesmo em unidades administrativas menores, possuíam diferentes direitos; o direito romano era estudado nas universidades e monastérios. Também como no continente, o direito romano penetrava o direito inglês por meio do direito canônico e das cortes eclesiásticas, que julgavam temas como casamentos e divórcios. Contudo, a partir de Henrique II o reino foi construindo um sistema de justiça relativamente bem organizado, e isso deu início a um processo de unificação do direito do país. O direito romano continuou a ser ensinado nas universidades, e, no século XIII, havia uma marcada distinção entre o direito romano, científico, e o direito dos tribunais ingleses, vernacular. Como na Europa, por essa época o perfil profissional desejado pela comunidade jurídica inglesa passou a compreender não apenas o direito romano, mas também o direito dos tribunais. O profissional ideal, portanto, passou a ser "mestre de ambos os direitos" (em latim: utriusque iuris magister) e, nessa qualidade, a conhecer bem o direito comum produzido pelos tribunais (em inglês: common law). Essas bases do direito inglês se definiriam mais claramente durante a Era Tudor, quando os Inns of Court se impuseram às universidades quanto à formação dos juristas.

### Modernidade e Contemporaneidade
A partir dos séculos XV e XVI homens de um novo tipo revolucionarão a ideia que o Homem tem de si mesmo, de suas possibilidades e de seu lugar no universo. Eles derrubarão a representação do tempo, ao inventar o progresso; derrubarão o teocentrismo, ao colocar o homem livre e racional no centro de suas preocupações; revolucionarão a antiga cosmologia geocêntrica; renovarão os cânones artísticos; e, na sequência, estabelecerão novas instituições políticas para garantir a liberdade individual.

Vincent Citot
A partir dos sécs. XV e XVI a Idade Moderna trouxe consigo um novo ideário, que rompeu com a mentalidade medieval em benefício da razão como valor dominante e teve como consequência lógica uma busca crescente por igualdade e progresso. Embora valores de independência do indivíduo já estivessem presentes no direito romano, o ideário moderno mostrou-se "radicalmente novo" ao combinar individualismo (a libertação do indivíduo da tutela e da dependência de uma pluralidade de amarras sociais) e universalismo (a busca de libertação do indivíduo de seu próprio condicionamento) e torná-los os dois pilares de uma liberdade integral do indivíduo.
Essa nova visão de mundo gradualmente ganhou toda a Europa, infiltrando primeiro as instituições e depois as mentalidades e maneiras, e chegou ao Novo Mundo, que, influenciado por ele, gradualmente passou a buscar sua própria independência. Enfim, em tempos mais recentes ela se generalizou por todo o planeta; como já se colocou, "essa globalização dos valores da modernidade ocidental é um fato histórico".
O desenrolar da Modernidade foi marcado por mudanças maiores, dentre as quais a emergência do absolutismo, que findou com o sistema feudal medieval e fez surgir o Estado-nação burguês centralizado e burocrático; a individualização cultural e linguística das nações; a Renascença e a Reforma, intimamente ligadas à emergência de um humanismo fundado no valor do indivíduo e em suas possibilidades de acesso ao conhecimento; a Revolução Científica, que forneceria bases para o Iluminismo; e, enfim, o reconhecimento da democracia como condição indispensável para a liberdade individual.

Como consequências dessas transformações, e em grande medida influenciada pelo pensamento político de Jean-Jacques Rousseau, a Europa e depois o mundo assistiram ao advento do direito individualista e universalizante moderno, que teve como expressão mais visível a Declaração dos Direitos do Homem e do Cidadão, considerada o marco fundador da nova relação do direito com o Estado e, portanto, um fundamento do direito na modernidade. O estabelecimento desse novo direito, cujo conteúdo é próprio a cada país, só foi possível com a formação do Estado-nação e sua estrutura sólida e ramificada, capaz de reclamar o desenvolvimento de um direito unificado e específico a ele; com o desenvolvimento de uma administração pública como algo mais amplo que a prestação da justiça e a gestão do tesouro; e com a gradual separação entre as funções de administração, prestação de justiça e legislativa. A partir de então, o Estado de direito veio a se consolidar como novo paradigma em todo o mundo, "equilibrando os direitos e as garantias individuais baseados numa concepção abstrata de indivíduo portador de direitos a serem salvaguardados pelo Estado e contra o Estado".

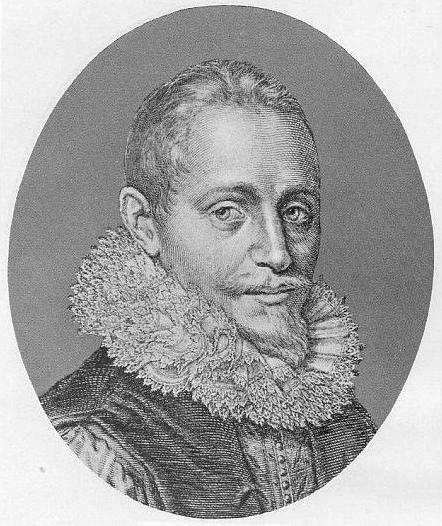
O direito natural de Hugo Grócio influenciou fortemente a "era das codificações"

A ciência do direito em si conheceu um grande desenvolvimento a partir dos novos valores modernos, em consonância com os valores políticos e sociais em transformação. Durante a Renascença, o interesse renovado na Antiguidade Clássica forneceu um novo contexto intelectual para o estudo do direito romano na Europa, sobretudo pela escola do humanismo jurídico da França, que promoveu uma nova atitude crítica em relação a ele, contextualizando-o e historicizando-o. Ao fazer isso, ela passou a admirar e advogar a racionalidade do direito romano, mas acabou por questionar a sua autoridade e validade prática, pois, ao constatar que ele fôra um produto da sociedade romana e mudara com as circunstâncias de seu tempo, concluiu que o direito francês deveria ser um produto da sociedade francesa e adaptado às suas necessidades.
Paradoxalmente, o humanismo jurídico acabou defendendo uma separação estrita entre interesses históricos e práticos, e isso levou-o a permanecer um movimento sem forte influência na prática jurídica. Contudo, pela mesma época os Países Baixos e a Alemanha viram surgir uma nova escola do direito natural, influenciada pela filosofia grega e pelo racionalismo protestante. Fundada por Hugo Grócio, ela defendia a existência de princípios jurídicos racionais inerentes à razão natural dos seres humanos — independentemente da religião e valores sobrenaturais — e sua busca em textos e documentos da Antiguidade, especialmente no direito romano. Embora esse "novo direito natural do Iluminismo" não se confundisse o direito romano, utilizando-o apenas como base para seus próprios sistemas de leis, muitos dos seus princípios sobreviveram como princípios do direito natural. Além de ter lançado as bases do direito internacional moderno, essa escola desencadeou e influenciou fortemente a era das codificações; mesmo nos países da common law, onde esse movimento não se fez tão presente, ele deixou suas marcas no direito privado.

#### Era das codificações

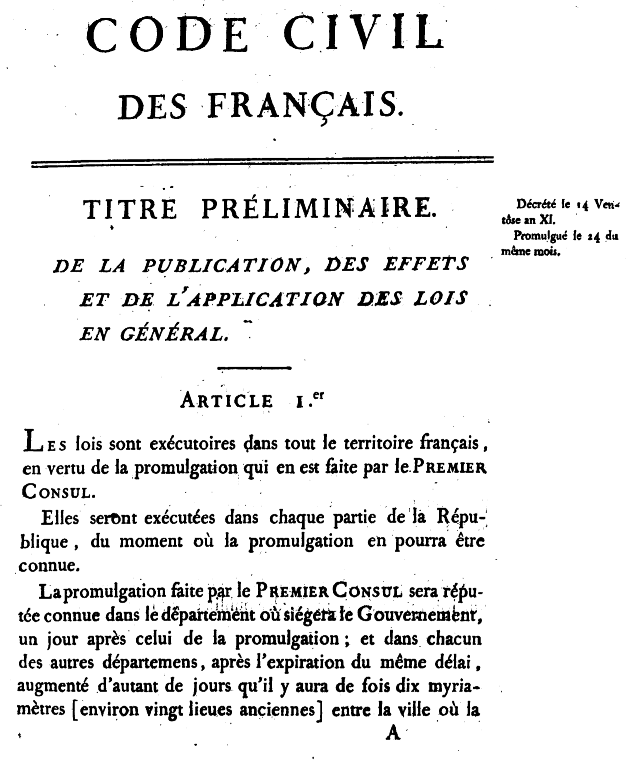
O Código Napoleônico de 1804, um produto influente da era das codificações

O termo "era das codificações" foi cunhado pelo filósofo Jeremy Bentham para designar um movimento de codificação que varreu a Europa continental no século XVIII e se deu pela aplicação das teorias do direito natural na criação de legislações escritas abrangentes, com base, sobretudo, na razão natural (não religiosa ou de qualquer outra origem) do ser humano. A teoria do direito natural fundado na razão forneceu critérios e padrões para a definição de direitos subjetivos essenciais e permitiu ao jurista questionar o valor e a qualidade do direito, ao passo que o fenômeno da codificação "abriu as portas para a possibilidade de repensar e reformular todos os princípios, premissas e pilares fundamentais dos sistemas jurídicos europeus". Isso daria origem aos códigos especializados, que deveriam conter, de maneira coerente e sistematizada, a totalidade dos princípios e regras relativos a cada ramo do direito. O fenômeno da codificação foi particularmente significativo na França nos anos seguintes à Revolução de 1789, mas também foi importante na Confederação Germânica e se espalhou, em diferentes graus, por todo o mundo durante os sécs. XIX e XX.
O Código Napoleônico de 1804 foi a conquista mais proeminente da era das codificações; considerado um monumento à perfeição da razão, transpôs para o direito a articulação intelectual da soberania nacional: a França, como Estado unificado, deveria ter um direito comum para todos os cidadãos, baseado na razão e não nos costumes. Sua influência iniciou-se com as Guerras Napoleônicas, mas estendeu-se a outras partes da Europa (Bélgica, Luxemburgo, Holanda, Itália, Espanha, Portugal, Hungria, Romênia e Grécia), e à América Latina, Turquia, Egito, China, Japão e Luisiana (Estados Unidos).
Já o posterior o Código Civil Alemão de 1900, embora tenha tido influência considerável do direito romano e seja um produto tardio do movimento de codificação, teve uma origem fundada no positivismo jurídico. O Código Napoleônico inspirou um movimento semelhante na Alemanha, interessado em sistematizar e unificar as várias leis heterogêneas vigentes no país, mas que foi oposto pela Escola Histórica do Direito, que defendia que um direito para todos os reinos alemães não poderia ser identificado unicamente a partir da razão, porque o direito seria um produto da cultura e dos hábitos de cada sociedade. Seu membro mais ilustre, Friedrich Carl von Savigny, defendia que povo tem uma história, um caráter e uma consciência próprios — um "espírito nacional" (em alemão: Volksgeist) — que imprimem suas marcas no direito e nas instituições jurídicas. Seu discípulo Georg Friedrich Puchta daria continuidade a esse trabalho e, com base no método da jurisprudência dos conceitos, deu passos importantes para o estabelecimento do direito como uma ciência jurídica positiva, com uma existência independente dos aspectos éticos, políticos e econômicos da vida social. Nessa nova concepção, as regras de direito somente poderiam ser extraídas de um sistema integrado de normas positivadas. Embora no longo prazo tenha prevalecido o interesse em unificar e codificar o direito civil alemão, o Código Civil Alemão, que começou a ser elaborado algumas décadas depois, foi muito influenciado pela perspectiva da Escola Histórica do Direito e influenciaria o direito de numerosos países, notadamente Japão, Suíça, Grécia, Rússia e os países escandinavos.

#### Globalização do direito
Um dos eixos centrais da Modernidade, a globalização foi acompanhada de um fenômeno de difusão de modelos jurídicos que se convencionou chamar "globalização do direito". Esse fenômeno jurídico, iniciado com a Modernidade e que se estende até a Contemporaneidade, corresponde à "constituição progressiva de uma base de regras e princípios comuns que se traduz em um movimento de aproximação dos sistemas jurídicos dos Estados" ou ainda à "intensidade em que o mundo inteiro vive sob um conjunto único de regras jurídicas [...] imposto por um único ator coercitivo, adotado por consenso global ou alcançado por desenvolvimento paralelo em todas as partes do globo".
Dito de outro modo, a globalização do direito constitui "a criação de um fundo comum de regras de aplicação geral" que não se confunde com uma verdadeira "ordem jurídica transnacional" que supera os direitos do Estado, mas sim que, normalmente, se difunde pela incorporação de regras comuns pelos diferentes direitos nacionais. A aprovação da Declaração Universal dos Direitos Humanos em 1948 é um exemplo disse tipo, que, embora seja um documento não vinculante, orientou, voluntariamente, o desenvolvimento dos direitos nacionais rumo a objetivos comuns: ela levou à criação, negociação e aprovação de regras em direito internacional pelos Estados, que em seguida têm sido incorporadas aos direitos nacionais.
Contudo, embora o desenvolvimento expressivo do direito internacional ao longo do século XX seja um eixo da globalização do direito, esta corresponde "a uma etapa radicalmente nova e qualitativamente diferente", pois, enquanto a internacionalização do direito foi apoiada e levada a cabo pelos Estados-nação, "a globalização escapou amplamente de suas garras e seu escopo não é mais apenas econômico, mas também social, cultural e político". A globalização do direito, portanto, se apoia também em outros eixos não necessariamente tutelados pelos procedimentos convencionais do Estado: esse fenômeno jurídico é inseparável da globalização em geral, e a globalização de certos valores contribui positivamente para a construção de regras comuns entre os Estados.
Para alguns autores seria possível falar em um processo de globalização do direito dividido em três fases que sobrepõem parcialmente. A primeira delas, que vai da metade do século XIX até o princípio da Primeira Guerra Mundial, teve como mecanismos de ação a imposição do direito das metrópoles ocidentais ao mundo colonizado, a "abertura forçada" de nações não ocidentais que escaparam ao colonialismo e "o prestígio da ciência jurídica alemã" no mundo ocidental. A segunda fase dessa globalização se estende do início do século XX a 1968, e foi alimentada principalmente pelos movimentos reformistas de todas as faixas políticas no Ocidente desenvolvido, pelos movimentos nacionalistas nos países periféricos e pelas elites dos países que se tornaram independentes após o fim da Segunda Guerra Mundial. A terceira fase, correspondente ao período que vai do fim da Segunda Guerra Mundial até o princípio do século XXI, foi movida pela influência americana na sequência da Segunda Guerra Mundial e da Guerra Fria, e uma "nova consciência jurídica" dos Estados que, para poderem participar no mercado mundial, se veem compelidos a respeitar as "condições estabelecidas por empresas multinacionais e instituições reguladoras internacionais".

#### Inflação regulamentar
Ao longo dos sécs. XIX e XX o positivismo jurídico se firmou como tendência dominante, tanto nos direitos romano-germânicos quanto nos da common law, e o direito, apreendido como uma ordem normativa pura ou carregado das aspirações éticas do humanismo, continua amplamente ancorado no pensamento racionalista clássico e na premissa de que é "possível apreender objetivamente a realidade, racionalizá-la de acordo com categorias jurídicas abstratas e atuar sobre elas por meio de comandos escritos de valor geral, impessoal e permanente".
Assim, a chamada "inflação legislativa" se estabeleceu como uma forte tendência da Contemporaneidade, como testemunha da crença no poder da lei em produzir resultados práticos e alimentada pelo apelo à lei por parte de múltiplos grupos de interesse e de lobismo e pelo impulso regulador do Estado. Apesar de críticas contundentes clamando por uma redução da pressão jurídica sobre a vida social, especialmente a vida econômica, e do estabelecimento de mecanismos para conter o reflexo regulatório da administração pública (por meio do controle parlamentar, da avaliação prévia das repercussões das lei, e de uma abertura maior à participação pública no processo legislativo), ela tem se mostrado persistente e imune a tentativas de redução radical do volume do arcabouço jurídico. Em geral, mesmo a "política de menos Estado" tem se mostrado incapaz de realizar uma varredura, e, como já se colocou, mesmo os governos neoliberais mais extremados se veem obrigados a continuamente introduzir novas leis e a regulamentar novos setores e atividades.

#### Juridicização e judicialização das relações sociais
Por fim, a Contemporaneidade tem sido marcado por uma crescente juridicização das relações sociais — a tendência generalizada de que conflitos sociais sejam discutidos sob o ponto de vista jurídico, que tem como uma de suas principais consequências a judicialização das relações sociais, entendida como a tendência de que litígios sejam submetidos ao judiciário, em detrimento de outros modos de solução de conflitos.
As discussões sobre esses fenômenos foram iniciadas na Alemanha no início do século XX por Otto Kirchheimer, no contexto da institucionalização dos conflitos de classes e da progressiva reorientação de disputas sociais e políticas para formas jurídicas de resolução de conflitos, que ocorriam na transição do Império Alemão para o modelo de Estado social que se iniciava com a República de Weimar. Segundo Jürgen Habermas, essa foi uma etapa dos "surtos sucessivos de juridicização" que se iniciaram com a formação do Estado burguês e depois continuaram com as suas transições sucessivas para o Estado de Direito, o Estado de Direito democrático e o Estado de Direito social e democrático no decorrer do século XX.
A juridicização, portanto, é um "inevitável efeito secundário do êxito do compromisso social" do Estado e se manifesta em face de uma crescente interferência da economia e do Estado na esfera da experiência dos indivíduos. Consequência de um movimento civilizatório, ela apresentou benefícios evidentes, embora frequentemente intangíveis e imensuráveis, como maior justiça social, maiores oportunidades para as mulheres e minorias, expansão das liberdades civis, procedimentos justos no interior das instituições e limites mais firmes ao governo; e a expansão dos direitos subjetivos individuais e coletivos e um melhor conhecimento, por parte do cidadão ou pessoa moral, a respeito dos seus direitos.
Contudo, nesse contexto o Poder Judiciário assumiu gradualmente um papel mais pronunciado na garantia e concretização de direitos encartados nas Constituições, e foi se transformando em depositário das esperanças individuais e coletivas "como um verdadeiro superórgão capaz de resolver todas as diferenças existentes", em detrimento de meios alternativos de composição em conflitos. No longo prazo, isso acarretou uma "crise no Poder Judiciário", que tem como efeitos mais visíveis o abarrotamento dos tribunais, que impede que atendam satisfatoriamente as demandas que lhe são submetidas, e também uma "cultura da litigância" que produz outras consequências indesejadas. No âmbito econômico, além da litigância em si ser custosa, ela leva à adoção de estratégias “defensivas” nos negócios e reprime a inovação. No âmbito do setor público, ela onera o Estado e reprime programas e projetos, e leva à multiplicação do número de órgãos jurisdicionais e dos riscos de incerteza jurisdicional, que resultam em maior lentidão da justiça e, em última instância, na necessidade de reformas do aparato do Judiciário. Por fim, no âmbito das relações humanas, o direito de ação e o processo judicial por vezes passam a ser instrumentos de vinganças pessoais, tornando o Poder Judiciário "palco de rixas pessoais, íntimas e odiosas, quando não uma verdadeira loteria jurídica"; e expõem os limites do modelo judicial de resolução de conflitos, na medida em que ele — adversarial e fundado na oposição de interesses — se revela particularmente mal adaptado a conflitos envolvendo partes comprometidas em relacionamentos contínuos ou comunitários, como as relações de vizinhança e família.

## Natureza
Poucas questões sobre a sociedade humana têm sido postas com tanta persistência e obtido respostas, por parte de pensadores sérios, tão numerosas, variadas, estranhas e até paradoxais, como a questão "o que é o direito?". Mesmo se limitarmos a nossa atenção à teoria jurídica dos últimos 150 anos e deixarmos de lado a especulação clássica e medieval acerca da "natureza" do direito, encontraremos uma situação sem paralelo em qualquer outra matéria estudada de forma sistemática [...].

Herbert Hart
Numerosas definições do direito convivem no quotidiano da comunidade jurídica, em geral salientando sua dimensão prática — por exemplo, como "a ciência da justiça" — ou, principalmente, sua dimensão normativa, isto é, a norma jurídica como seu elemento-base. Dentre as definições de direito mais comumente aceitas, estão sua caracterização como um corpo ou sistema de regras que busca "guiar o comportamento humano" e "oferece razões para a ação", ou ainda de "regras de ação ou conduta [...] com força legal vinculativa" e "que regulam o comportamento das pessoas [...] através do estabelecimento de direitos e deveres".
Apesar da utilidade dessas definições, aqueles que se debruçaram mais longamente sobre essa questão têm sugerido que dificilmente o fenômeno jurídico poderá ter sua natureza expressa, satisfatoriamente, na forma de uma definição concisa. Na realidade, a busca por uma caracterização precisa do direito tem desafiado desde longa data operadores do direito, cientistas sociais e, principalmente, jusfilósofos, em parte porque o direito é "um fenômeno social complexo que é [...] um dos aspectos mais intrincados da cultura humana" mas também porque essa tarefa pressupõe que ele possui certas características e uma natureza universais, presentes onde e quando ele jamais existiu.
Não por acaso, as tentativas de produzir uma definição de direito suscitaram questionamentos importantes a respeito das limitações dessa empreitada e da possibilidade de realizá-la. Assim, enquanto invariavelmente os especialistas reconhecem a dificuldade de se produzir uma definição precisa mas também operacional de direito, alegando que a maior parte daquelas que já se pôde produzir são excessivamente genéricas ou restritivas, outros vão mais longe e consideram-na impraticável, embora nem sempre concordando a respeito da utilidade de se buscar realizá-la. Notadamente, enquanto já se sugeriu que tal definição não poderia ser produzida, e que, na realidade, não existiria necessidade de produzi-la pois a operação do direito e a realização da justiça não dependeriam necessariamente de uma definição tecnicamente precisa do que é o direito, outros, que concordam quanto à impossibilidade de definir o que é o direito, salientam como sendo igualmente evidente a necessidade de que a luta para defini-lo nunca seja abandonada.
Os principais esforços para definir o direito de maneira precisa e universal partem da constatação de que o direito é um domínio normativo — tal qual outros domínios que buscam orientar o comportamento humano, como a moral, a religião, as normas sociais e a etiqueta — e buscam explicar em quê ele difere desses outros tipos de domínios normativos, como se dá a sua relação com eles e em que medida sua operação depende desses outros domínios, sobretudo o da moral.
Nessa linha, muitos buscaram individualizar o caráter do direito por meio do seu conteúdo, alegando que cada uma de suas normas “institui ao mesmo tempo um direito a um sujeito e um dever a um outro” e, portanto, que a norma jurídica se distinguiria por sempre regular uma relação intersubjetiva — diferentemente das normas morais, que são unilaterais. Como já se colocou, contudo, embora essa noção seja muito difundida por explicar a dimensão prática do direito, ela falha em diferenciar o direito de outros domínios normativos intersubjetivos, como aquele das normas sociais.
Outros, buscaram diferenciar o direito a partir de sua finalidade, alegando que ele regula relações intersubjetivas diferentes daquelas reguladas pelas normas sociais, isto é, apenas as relações intersubjetivas envolvendo ações necessárias à "conservação da sociedade". Dito de outro modo, nem toda ação humana é necessária à conservação da sociedade mas, aquelas que o são, ao longo da história vão se distinguindo e passam a ser normatizadas, isto é, tornam-se direito. Contudo, também aqui se apresenta uma forte objeção, pelo fato de as normas jurídicas — aquelas que seriam necessárias à conservação da sociedade — serem diferentes em cada sociedade e mudarem no curso do tempo, e, por esse motivo, ser impossível "fixar de modo unívoco os caracteres que fazem de uma norma uma regra essencial à conservação da sociedade.
Enfim, o debate a respeito da natureza do direito tem como eixo maior as questões das condições de validade e dos fundamentos da normatividade do direito. Historicamente, duas tradições filosóficas principais têm se concentrado sobre esse propósito, as chamadas correntes jusnaturalista e juspositivista, que se desdobram em uma ampla variedade de concepções e teses e se opõe frontalmente quanto a algumas delas. Embora alguns autores apontem a diminuição da importância dessa dicotomia na atualidade e indiquem a emergência de rótulos, como direito pós-moderno, pós-positivismo e não-positivismo principiológico, que expressariam a sua superação, alguns aspectos da relação entre essas duas correntes permanecem profundamente divergentes e, portanto, continuam a alimentar um intenso debate.

### Tradição do direito natural
A tradição do direito natural, também chamada jusnaturalista, é a mais antiga das duas principais correntes filosóficas que buscam explicar a natureza do direito, e, em sua forma contemporânea, remonta à Idade Média Tardia. Embora suas bases possam ser traçadas até a Antiguidade, na forma das concepções mítico-religiosas que as civilizações grega e romana atribuíam ao direito, e algumas de suas concepções tenham sido objeto da atenção de filósofos cristãos iniciais, como Agostinho de Hipona, ela viria a se desenvolver como uma tradição filosófica autônoma a partir da Escolástica da Baixa Idade Média. A Idade Moderna, por sua vez, viu surgirem novos vetores de justificação do direito natural, desprendidos da religião e fundados em uma "natureza [humana] racional e autônoma".

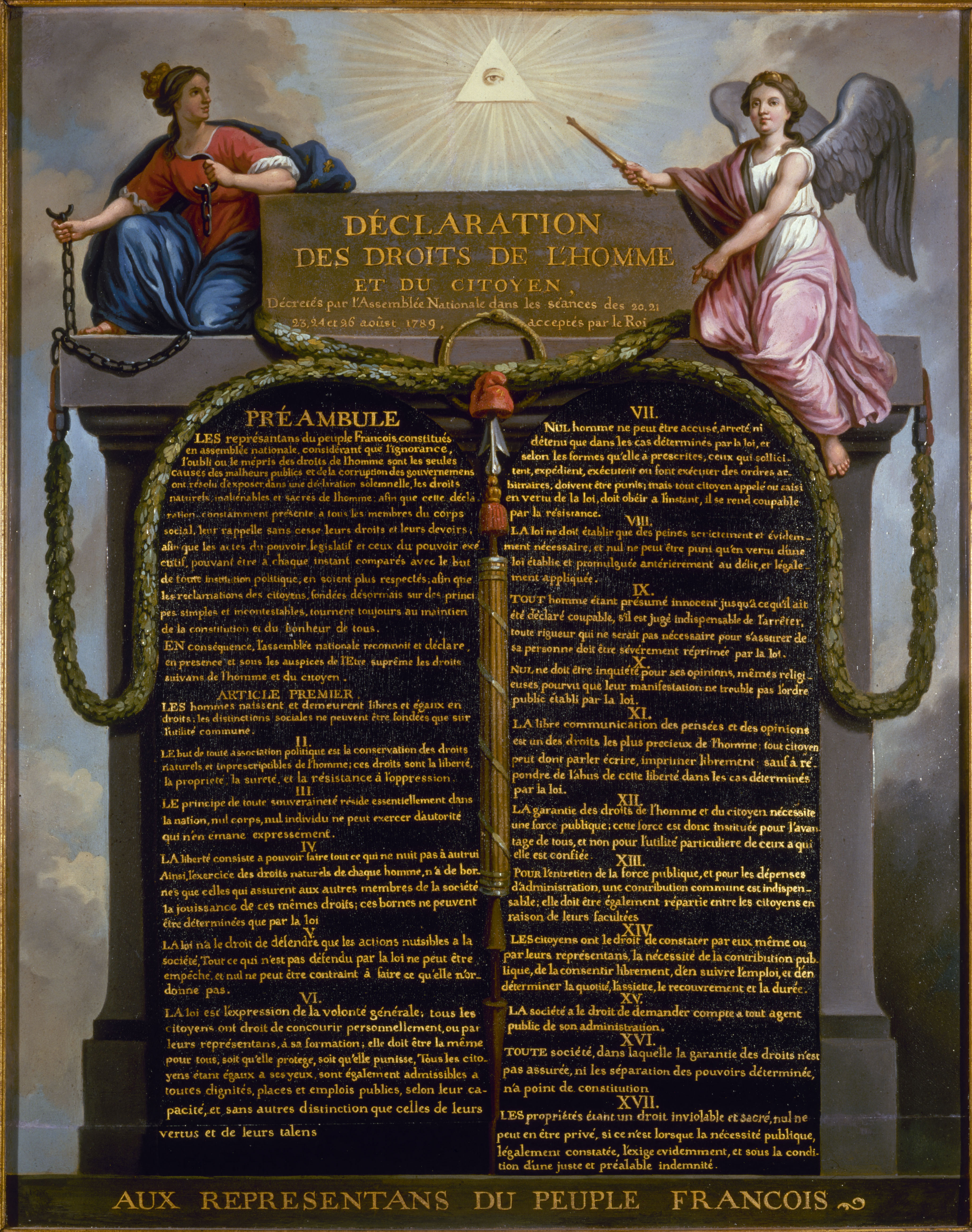
A Declaração dos Direitos do Homem e do Cidadão é vista, por jusnatualistas, como um exemplo da incorporação de princípios de direito natural ao direito positivado

Dentre as diversas correntes específicas que se filiam a essa tradição filosófica, ao menos dois postulados centrais são comuns a todas elas. O primeiro deles sustenta que "existem princípios morais de justiça que são universalmente válidos e acessíveis à razão humana” e pode ser dividido em dois postulados menores: de um lado a tese de que existem princípios morais de justiça que são universalmente válidos, e que, portanto, incidem sobre todas as pessoas, individual ou coletivamente, independentemente de onde e quando essas pessoas existem; e a tese de que esses princípios morais de justiça são acessíveis à razão humana, ou seja, podem ser deduzidos ou intuídos. E o segundo desses postulados maiores consiste na ideia de que o direito positivado seria uma expressão desses princípios morais universalmente válidos e acessíveis à razão humana, o que, por sua vez, implica que "um sistema normativo ou uma norma não podem ser qualificados de jurídicos se contradizem ou não passam pelo crivo de tais princípios”.
Assim, o jusnaturalismo carrega em seu cerne a noção de que a autoridade de que o direito se reveste — a sua normatividade — repousa sobre uma "criteriologia e autoridade externa [...] ao órgão produtor do direito", isto é, provém "da natureza das coisas ou da natureza do homem, da razão humana ou da vontade de Deus". As normas positivadas na legislação e nas outras fontes jurídicas seriam apenas uma expressão do direito natural. Como o direito natural seria o fundamento do direito positivo, ele constituiria "um critério aferidor da atividade legislativa" e, portanto, imporia limites à atividade do legislador em termos do que pode ou não ser objeto de normas de direito.
Da mesma forma, em uma concepção jusnaturalista os conteúdos das normas positivadas devem ser julgados em relação aos princípios morais derivados do direito natural, e só seriam normas jurídicas as normas positivadas que são justas — aquelas que se identificam com esses princípios morais (a chamada "versão forte" da tese jusnaturalista) ou não os contradizem (a "versão fraca"). Para os adeptos das teses jusnaturalistas, portanto, falar em "direito justo" é um pleonasmo e falar em "direito injusto" constitui uma contradição. Nos termos de um famoso ditado, atribuído a Agostinho de Hipona, "lex iniusta non est lex" (em português: lei injusta não é lei).
Ao longo de sua história, o jusnaturalismo angariou críticas contundentes por permitir justificar toda sorte de valor moral e por fundar-se em "construções arbitrárias e subjetivas". Mais especificamente, sua versão tradicional e mais difundida encontrou uma grande objeção com a emergência daquele que se tornou o "fator determinante da desqualificação recente do direito natural": a progressiva emergência da "ciência moderna e o seu paradigma da cientificidade" e a consequente constatação de que "é, simplesmente, difícil sustentar que a lei moralmente ruim não é lei".
Assim, a tradição do direito natural passou por reformulações consideráveis no século XX, notadamente por meio do trabalho de Ronald Dworkin. Ao contrário de outros membros dessa tradição, Dworkin, um jusnaturalista atípico, jamais sustentou que um conteúdo moralmente aceitável seria um pré-requisito para a validade da norma jurídica, preferindo concentrar-se na distinção entre fatos e valores (entre o que a lei é e o que deveria ser) e em argumentar que a relação entre essas duas instâncias é muito mais confusa do que o positivismo jurídico gostaria de fazer ver. Para ele, "determinar o que é o direito, em casos particulares, depende inevitavelmente de considerações político-morais sobre o que deveria ser", e, além do mais, uma categoria específica de normas jurídicas, os princípios, seria essencialmente moral em seu conteúdo.

### Tradição do positivismo jurídico
O Direito é uma ordem da conduta humana. Uma “ordem” é um sistema de regras. O Direito não é, como às vezes se diz, uma regra. É um conjunto de regras que possui o tipo de unidade que entendemos por sistema. É impossível conhecermos a natureza do Direito se restringirmos nossa atenção a uma regra isolada. As relações que concatenam as regras específicas de uma ordem jurídica também são essenciais à natureza do Direito. Apenas com base numa compreensão clara das relações que constituem a ordem jurídica é que a natureza do Direito pode ser plenamente entendida.

Hans Kelsen
Embora as origens da tradição filosófica do positivismo jurídico, também referida como juspositivista, remontem aos trabalhos de filosofia política de Thomas Hobbes, ela foi articulada principalmente desde o início do século XIX por estudiosos como Jeremy Bentham e John Austin. Mais recentemente, a tradição juspositivista foi continuada e refinada por alguns dos mais importantes e influentes juristas do século XX, como Hans Kelsen, Joseph Raz e H. L. A. Hart.
A emergência desta tradição filosófica foi uma expressão do paradigma da cientificidade na reflexão sobre o direito, ensejada pela busca de "um direito não duvidoso, inequívoco, e que estivesse a salvo das arbitrariedades e injustiças". Gradualmente, ela viria a desqualificar a pretensão de cientificidade do jusnaturalismo até então defendido. A tese central da tradição positivista, por vezes chamada tese do positivismo conceitual, é comum a todas as suas principais correntes e sustenta que "o direito não deve ser identificado utilizando critérios valorativos, mas sim critérios fáticos, empíricos, objetivos" ou ainda "fatos sociais". Dito em outras palavras, para juspositivistas o direito é "um artefato humano, o resultado de uma escolha, convenção ou práticas sociais convergentes", cujo conteúdo pode ser identificado objetivamente. Essa proposição se desdobra em duas outras, ditas tese social e tese da separação.
Em primeiro lugar, a tese social sustenta que o direito é um fenômeno intrinsecamente social e que, portanto, as regras do direito são produto da sociedade e as condições para sua validade são fundadas nas práticas da sociedade. Inicialmente inspirados nas constatações de Hobbes de que o direito é sobretudo um instrumento de soberania política, os primeiros positivistas argumentaram que o direito seria essencialmente o comando do soberano. Mais tarde expoentes dessa vertente modificaram essa tese, passando a justificar os fundamentos da validade do direito em uma norma fundamental (no caso de Kelsen) ou regra de reconhecimento (no caso de Hart). Este é um dos pontos fundamentais de discordância entre as tradições filosóficas juspositivistas e jusnaturalistas, visto que essa última sustenta que o conteúdo do direito positivado deve responder aos preceitos do direito natural, isto é, à moralidade universal, sob pena de não constituir direito. Dito de outro modo, as correntes jusnaturalistas — em oposição à tese social juspositivista — sustentam que o conteúdo moral das normas, e não apenas sua fundamentação em uma norma fundamental, também é necessário à sua validade jurídica.
Em seguida, a tese da separação é consequência da tese social e sustenta que há uma separação fundamental entre o direito e a moralidade, ou seja, "entre o que o direito é e o que o direito deveria ser". Essa tese, evidentemente, não implica a negação de que o direito possa, pela sua natureza ou pelas funções essenciais que cumpre na sociedade, conter algo de bom que seja merecedor de apreciação moral; ou ainda a negação de que muitas vezes as normas de direito apresentam uma sobreposição considerável com a moralidade. O conteúdo dessa tese refere-se às condições de validade jurídica, e, mais especificamente, à independência entre essas condições e os méritos morais das normas em questão. Como consequência, a vertente positivista do direito admite que se possa identificar e descrever o direito de um povo sem que isso implique em julgamentos de valor a respeito do seu conteúdo e, semelhantemente, que regras jurídicas podem ser consideradas injustas, sem que isso as torne menos jurídicas.

#### Coercitividade e normatividade
Historicamente o direito tem sido percebido como uma instituição que impõe suas demandas práticas por meio de ameaças e violência institucionalizadas; de fato, muitos filósofos positivistas sustentaram que a normatividade do direito reside em sua coercitividade, e essa permanece a opinião mais comum dentre os juristas. Essa questão, inclusive, tem levado parte da comunidade jurídica a julgar que o direito internacional na realidade não seria parte do direito, visto que não existe "um governo mundial capaz de legislar e fazer cumprir essas leis por meio de um sistema supranacional de sanções, como uma força militar internacional independente".

Essa posição é amplamente difundida dentre os adeptos da concepção positivista do direito, mas também foi defendida pelos primeiros sociólogos do direito, como Max Weber, para quem a essência do direito seria um poder de polícia ostensivo, isto é, "uma ordem será chamada de direito se for externamente garantida pela probabilidade de que a coerção [...] será aplicada por uma equipe de pessoas especialmente preparadas para esse fim". Contudo, enquanto positivistas iniciais, como Bentham, Austin e Kelsen adotaram uma posição reducionista a esse respeito, sustentando que a coercitividade é a característica fundamental do direito, aquela que permite distingui-lo dos outros domínios normativos e constitui sua principal função na sociedade, ao longo do século XX essa questão tem conhecido uma revisão, inclusive devido a aportes mais recentes da sociologia jurídica.

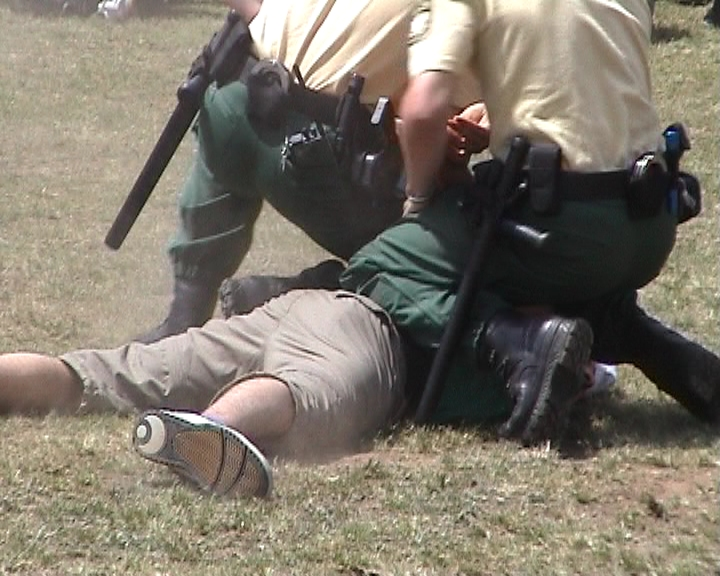
A coercitividade é tema central do debate contemporâneo a respeito de da natureza do direito

Alguns autores, por exemplo, argumentaram que a coercitividade não é exclusiva ao direito, visto que alguns tipos de punição — como multas, suspensões, processos disciplinares e demissão, mas não a capacidade de prisão — existem em setores exteriores ao direito. Outros, ainda, buscaram demonstrar que, embora toda norma jurídica seja prescritiva, quer dizer, busque influenciar e modificar o comportamento humano, nem toda estabelece um comando ou imperativo, visto que existem normas que permitem comportamentos e atribuem faculdades.
Joseph Raz e Herbert Hart, ao tratarem desse tema, sustentaram que a coercitividade do direito é um aspecto mais marginal do que seus antecessores presumiram, e que o direito desempenha outras funções fundamentais na sociedade, para além de fornecer uma previsibilidade de reação hostil aos infratores e, assim, incitar as pessoas a buscar evitar sanções. Notadamente, Hart defendeu uma concepção do direito como um fenômeno fornecedor de razões para a ação humana, e que, além de oferecer a previsibilidade de sanção para infratores, também supre a "razão ou justificação" para que essas sanções sejam aplicadas. Embora tenha enfatizado a importância da normatividade do direito, esse autor considera que indivíduos e instituições se sujeitam a ele porque aceitam as suas regras como sendo válidas e, portanto, vinculativas.
Ainda mais recentemente, a aplicação da teoria dos jogos à investigação da natureza do direito tem apresentado evidências que, em uma grande variedade de arranjos jurídicos, o funcionamento do direito pode ser explicado por sua função em resolver problemas de oportunismo, como no exemplo do dilema do prisioneiro. Essas evidências apontam, portanto, que o direito pode exercer uma função de "fornecer incentivos coercitivos para o benefício mútuo de todas as partes envolvidas". Além disso, outras vertentes filosóficas têm sublinhado que o direito exerce outras funções na sociedade, como resolver problemas de coordenação entre diversas pessoas, estabelecer padrões para comportamentos desejáveis, positivar expressões simbólicas de valores comunais e resolver disputas sobre fatos, todas elas funções que "têm muito pouco a ver com o aspecto coercitivo do direito e suas funções de imposição de sanções".

## Estrutura
Historicamente, a estrutura do direito tem sido dividida em uma série de categorias. Embora por vezes elas sejam difíceis de constatar e suas fronteiras possam se sobrepor, essa tradição de qualificação do direito oferece vantagens evidentes em termos de sistematização e organização, e também oferece ao jurista elementos adicionais que o permitem identificar o regime jurídico adequado a cada situação de fato. De uma maneira semelhante, essas categorias orientam o jurista quanto a outras informações relevantes para a solução problemas concretos, e que podem estar relacionadas a cada categoria: dados históricos, princípios filosóficos, elementos do contexto social, dentre outras.

### Direito público e privado
As divisões do direito em departamentos autônomos são expedientes metodológicos, destinados a estudá-lo e ensiná-lo [...]. Na verdade, a ordem jurídica é sempre um sistema, e não amontoado de disposições desconexas: todas as normas jurídicas, escritas e não escritas, pelas quais se rege a vida de um povo, formam um conjunto organizado de regras particulares de direito positivo, dependentes entre si como partes solidárias.

Amilcar de Castro
Tradicionalmente considerada a divisão primária e estruturante do direito, a distinção entre direito público e direito privado é uma classificação interna, que é aplicada a cada direito com o objetivo de categorizar as normas que o compõem; assim, em tese ela permite enquadrar toda norma e instituto jurídico. Dada a sua abrangência e notoriedade, ela é frequentemente chamada "summa divisio" do direito, a sua divisão interna suprema.
Essa classificação tem como pano de fundo os direitos subjetivos de que são portadoras pessoas de direito envolvidas em uma relação jurídica. Sua história remonta à Roma Antiga e parte da distinção entre os interesses da esfera particular, envolvendo indivíduos e grupos de pessoas, e os interesses públicos, intimamente relacionados à noção de Estado e merecedores de proteção privilegiada por importarem à coletividade.
Assim, do ponto de vista formal, o direito público compreende "todas as normas jurídicas relativas à existência, organização, funcionamento e relações do Estado", ao passo que o direito privado é constituído das "normas que disciplinam o exercício das atividades privadas", ou seja, as normas "relativas à existência, organização, funcionamento e relações das pessoas privadas, dos indivíduos". Enquanto ao primeiro cabe "disciplinar o sujeito que exerce a atividade pública", ao segundo compete fazer o mesmo em relação ao sujeito que exerce atividade privada.
A dicotomia direito público/direito privado se encontra amplamente presente no quotidiano da comunidade jurídica, desde a organização das faculdades de direito até a divisão dos tribunais. Contudo, o seu interesse não é meramente uma questão de organização e sistematização, pois todo ato jurídico deve respeitar os princípios jurídicos da esfera a que pertence. Assim, essa divisão tem interesse prático porque parte dos princípios aplicáveis ao direito público e ao direito direito privado são diferentes, isto é, os atos praticados na esfera pública tendem a ser orientados pelos princípios da supremacia e da indisponibilidade do interesse público e, na esfera privada, os atos respondem a princípios como o da liberdade e da autonomia da vontade. Assim, a análise da legalidade de um ato jurídico frequentemente depende da identificação da esfera, pública ou privada, a que ele pertence. A identificação do direito aplicável a situações concretas, contudo, frequentemente é uma tarefa complexa, e diversos critérios têm sido propostos para que o intérprete do direito possa diferenciar normas de direito público e de direito privado, notadamente o critério do interesse (predominância do interesse público ou do interesse privado na relação jurídica em questão); o critério do sujeito (natureza dos sujeitos envolvidos na relação jurídica em questão); e o critério da subordinação (se o Estado age como ente soberano ou se age de igual para igual com os demais sujeitos da relação jurídica, o que configuraria uma situação de direito privado).
Apesar do seu interesse, essa dicotomia tem sido objeto de críticas devido ao seu caráter absoluto, incapaz de "encarnar a verdade eterna e universal de todos os fenômenos jurídicos". Como já se colocou, enquanto no passado essa dicotomia podia compreender com mais precisão a realidade das relações sociais e, portanto, do direito, a Modernidade e a Contemporaneidade viram transformações radicais que diminuíram a nitidez da distinção entre as esferas publica e privada. Além disso, a Modernidade viu surgirem novas categorias de interesses transindividuais, meta-individuais e coletivos, nas quais o interesse de grupos sociais e da sociedade como um todo não se confundem com o do Estado, e que, portanto, trazem subjetividade à tarefa de identificação da esfera a que pertencem os interesses a serem protegidos.

### Direito interno e internacional
Historicamente, a divisão entre direito interno e direito internacional tem como objeto a distinção entre, respectivamente, as normas aplicáveis no interior de um Estado e as normas aplicáveis às relações entre os Estados. Embora no passado essa concepção do direito internacional, com base unicamente nas relações entre Estados, tenha sido lugar-comum, muitos especialistas consideram-na ultrapassada devido a um fenômeno recente de diversificação do direito internacional. Assim, concepções mais atuais do direito internacional podem tomar como base a noção de sujeito de direito internacional, que compreende uma diversidade de entidades como Estados, a Santa Sé, organizações internacionais, movimentos sociais com reconhecimento internacional, e, em algumas situações específicas, até mesmo indivíduos e empresas privadas; o critério do objeto das normas, segundo o qual o direito internacional é aquele relativo a assuntos internacionais; ou ainda o critério do processo de formação das normas, segundo o qual o direito internacional é aquele que emana de certas fontes, dentre as quais têm destaque os tratados.
A relação entre o direito interno e o direito internacional é complexa e suscita uma série de questionamentos, sobretudo a respeito da sua subordinação mútua. Ao menos duas correntes teóricas principais tentam explicar a relação entre eles, embora nenhum país siga à risca qualquer uma delas, preferindo adaptá-las para criar suas próprias maneiras de lidar com a relação entre as regras do direito interno e do internacional. Essas duas teorias são chamadas monista e dualista.
A corrente monista propõem a unidade das normas internas dos países e das aplicáveis internacionalmente; a proeminência do direito internacional ou a proeminência do direito interno em caso de conflito; e a aplicação direta das normas internacionais sem a necessidade de que elas sejam convertidas em lei interna. Dito em maior detalhe, as teorias monistas afirmam haver um sistema único composto pelas normas internas e internacionais, e caracterizado por uma hierarquia, que, dependendo da teoria em questão, pode ser encabeçada pelas regras internacionais (primado do direito internacional) ou pelas normas internas (primado do direito interno). As diferenças entre o direito interno e o direito internacional seriam apenas uma questão do escopo de sua validade (o direito interno válido somente para o território de um estado e para um período determinado e os domínios de validade do direito internacional, em tese, ilimitados) e de centralização (a relativa descentralização do direito internacional e a relativa centralização do direito interno). Um exemplo dessa concepção monista pode ser visto no direito dos Países Baixos, que, em caso de violação aos direitos humanos, autoriza o juiz a aplicar os dispositivos da Pacto Internacional dos Direitos Civis e Políticos mesmo quando as suas normas estiverem em desacordo com a lei holandesa.
A corrente dualista, por sua vez, prega a separação dos dois tipos de normas, a superioridade do direito nacional em detrimento do internacional e a exigência de conversão da norma internacional em nacional, normalmente por meio de uma lei ordinária. Segundo as teorias dualistas, portanto, existe uma cisão absoluta entre direito interno e internacional e, consequentemente, duas ordens jurídicas, distintas a ponto de não ser possível conflito entre elas. Outras implicações dessa concepção da dicotomia entre direito interno e internacional incluem a possibilidade de normas internas contrárias ao direito internacional; a impossibilidade de uma ordem jurídica determinar a validade das normas da outra ordem; a inexistência de uma hierarquia, isto é, de superioridade de uma ordem sobre outra; e, portanto, uma separação nítida entre o Estado e a ordem internacional.
Assim como o direito interno, o direito internacional é frequentemente dividido em direito internacional privado e público. Contudo, alguns argumentam que o direito internacional privado seria, de fato, uma espécie de direito transnacional — um direito interno privado relacionado a casos que extrapolam a competência da justiça de um único Estado e sobre os quais, portanto, incidem normas de mais de um direito.

### Ramos do direito
Após sua divisão em interno e internacional e público e privado, o direito tem sido divido em ramos distintos e autônomos que, em alguns casos, têm sido identificados desde o direito romano. O número de ramos existentes é elevado, e inclui o direito civil, o direito administrativo, o direito penal, o direito constitucional, o direito econômico, o direito do trabalho, o direito processual e o direito comercial, dentre muitos outros.
Assim como as outras categorias identificadas na estrutura do direito, os ramos do direito são construções teóricas que visam facilitar seu estudo e ensino, mas que também apresentam aplicação concreta pois constituem "uma forma de institucionalidade" que permite ao jurista produzir, escolher, validar e preservar o conhecimento jurídico, além de definir métodos de trabalho e estabelecer padrões para delimitar, gerir e resolver "problemas juridicamente relevantes". Mais especificamente, os ramos do direito são detentores "do poder de estabelecer seus próprios princípios [jurídicos]" e, assim, desempenham um papel importante na qualidade do trabalho do jurista.
Do ponto de vista científico, a divisão do direito em ramos ou disciplinas independentes normalmente é justificada na relativa autonomia de certas categorias, que podem ser constatadas por possuírem objeto, método e princípios informativos próprios. Como se reconhece, essa autonomia é objeto de uma permanente tensão com os princípios que caracterizam o direito como um todo, e que são parte de sua própria estrutura. Por conta disso e do dinamismo das transformações sociais, as linhas divisórias dos diferentes ramos do direito tendem a se sobrepor e se encontram em permanente evolução.
Por outro lado, do ponto de vista da sociologia do direito a divisão do direito em ramos se deve principalmente a fatores externos e seria sobretudo uma convenção útil para "dividir um campo de trabalho". Essa divisão do trabalho teria como consequências evidentes a especialização do jurista, incluindo sua maior eficácia, e o estabelecimento de "barreiras de entrada que evitam a interferência de estranhos", isto é, barreiras que protegem os interesses dos membros da comunidade de cada disciplina e também comprometem os novos membros "com a preservação da disciplina ao longo do tempo".

## Classificação
O estudo, caracterização e classificação dos direitos adotados por diferentes grupos culturais, incluindo a identificação de suas semelhanças e diferenças e, portanto, daquilo que os distingue, é um objeto proeminente da disciplina do direito comparado. Assim, desde o século XIX comparatistas têm apresentado, baseados em diversos critérios, uma pluralidade de propostas de agrupamento e classificação dos direitos praticados ao redor do planeta. Além de sua diversidade, algumas dessas propostas têm conhecido modificações devido às transformações político-jurídicas ocorridas no período. Assim, enquanto determinadas categorias continuam a ser percebidas como dominantes, por sua difusão e por continuarem presentes em todo sistema de classificação, outras, outrora prevalentes, têm perdido sua significância.
Dentre as diversas tipologias que têm sido propostas, algumas se destacam pela difusão que encontraram. Talvez o mais conhecido desses sistemas de classificação seja aquele aventado pelo jurista francês René David no início dos anos 1950, e que mais tarde foi revisto em seu famoso Os Grandes Sistemas do Direito Contemporâneo (no original, em francês: Les grands systèmes de droit contemporains), primeiro publicado em 1964. Em sua obra, ele identificou três "famílias" principais de direitos, todas de origem ocidental e consideradas as mais proeminentes ao redor do mundo, respectivamente a família romano-germânica de direitos, a família dos direitos socialistas e a família da common law; além de outras famílias de direitos menos difundidos, no caso os direitos muçulmanos, o direito da Índia, os direitos do Extremo Oriente e os direitos da África e de Madagascar. Os critérios considerados por David são duplos: ideológico e técnico — respectivamente, a noção de justiça subjacente a cada direito e aspectos da técnica jurídica presentes em cada um.
Um segundo sistema de classificação considerado clássico nessa temática foi proposto pelos comparatistas alemães Konrad Zweigert e Hein Kötz em sua obra Introdução ao Direito Comparado no Âmbito do Direito Privado (no original, em alemão: Einführung in die Rechtsvergleichung auf dem Gebiete des Privatrechts). Nessa obra, os autores propõe a classificação dos direitos nas famílias romanística, germânica, nórdica, anglo-americana, do Extremo Oriente e do direito religioso (que inclui as sub-famílias do direito islâmico e do direito hindu). Na mesma linha, provavelmente a mais comum das classificações identifica a existência de quatro famílias principais de sistemas jurídicos em todo o mundo, nomeadamente a família romano-germânica, a família da common law, a família dos direitos consuetudinários e a família dos direitos religiosos.
Enfim, mais recentemente um sistema de classificação original tem recebido considerável atenção da comunidade juscomparatista, que propõe classificar os direitos em função do tipo de norma que lhe é preponderante: de direito profissional, de direito tradicional ou de direito político. Concebido no final da década de 1990 pelo jurista italiano Ugo Mattei, esse sistema de classificação foi elaborado com base no pressuposto de que os sistemas de classificação anteriores haviam perdido sua pertinência e de que seria preciso adotar uma orientação menos centrada no ponto de vista ocidental e propor critérios que permitissem uma classificação mais dinâmica e menos suscetível às transformações político-jurídicas. Utilizando aportes metodológicos e teóricos da sociologia de Max Weber, esse sistema assume que a vida em sociedade é regulada principalmente por normas produzidas com base em três tipos-ideais de fontes de normas, e propõe classificar cada direito a partir do peso de cada uma dessas categorias de normas na vida social, identificando, assim, a categoria de normas "hegemônica" naquele direito.

##### Categorias dominantes
Embora seja grande a diversidade de categorias propostas ao longo dos anos, um pequeno número de categorias ou "famílias de direitos" se destaca por sua difusão e por estarem presentes em praticamente todo levantamento realizado por especialistas: a família romano-germânica de direitos, a família de direitos socialistas e a família da common law. Contudo, mudanças no panorama político-jurídico mundial têm se refletido sobre o assunto. Assim, enquanto ao longo do século XX era universalmente identificada uma família de direitos socialistas, desde a dissolução da União Soviética essa categoria tem perdido importância, visto que o número de países a adotarem direitos desse tipo diminuiu consideravelmente.

###### Família romano-germânica
A família romano-germânica de direitos, também chamada família do direito civil, é formada pelo conjunto dos direitos nacionais ou, eventualmente, subnacionais, construídos sobre as bases do direito romano e do seu intenso e contínuo estudo nas universidades européias a partir do século XII. Seu nome é uma referência ao fato do seu desenvolvimento tardio ter ocorrido nas universidades dos países latinos e germânicos, e, alternativamente, ao papel central desempenhado pelo ramo do direito civil no seu desenvolvimento inicial. De fato, uma das marcas dessa família de direito é o fato de ter se desenvolvido, historicamente, com o intuito de regular as relações entre os cidadãos; outros ramos do direito só foram desenvolvidos mais tarde, e a partir dos princípios já consolidados desse "direito civil".
Esse grupo de direitos foi fortemente influenciado pelo movimento de codificação que varreu o mundo no século XIX, e, assim, a lei escrita permanece a fonte por excelência desses direitos. De fato, são comuns menções à "primazia da lei como critério de racionalidade do modelo romanogermânico". Nessa família, portanto, as outras fontes de normas jurídicas ocupam um papel necessário mas complementar, fruto do reconhecimento que a lei escrita nem sempre é capaz de prever a diversidade de situações concretas que se apresentam ao juiz ou, ainda, de uma preferência do legislador, que pode buscar tratar com abundância de detalhes certas temáticas mas escolher tratar outras de maneira mais vaga, de modo que as lacunas sejam supridas pelo judiciário de acordo com a conveniência de caso concreto.
Em termos espaciais, a família romano-germânica de direitos se encontra difundida por todo o mundo; além de predominar na Europa, sobretudo nos países existentes dentro das antigas fronteiras do Império Romano, ele está presente em toda a América Latina, em grande parte da África e dos países do Oriente Próximo, no Japão e na Indonésia. Sua difusão em todo o mundo deve-se principalmente à constituição dos impérios coloniais europeus, que levou à criação de numerosos direitos nacionais pertencentes ou aparentados a essa família de direito, e também a processos de "recepção voluntária", através dos quais países que jamais estiveram submetidos a uma metrópole acabam por adotar estruturas jurídicas desta, em busca de modernização ou ocidentalização.

###### Família dacommon law
A família da common law é formada pelo direito inglês e os direitos dele derivados. Essa família de direito foi constituída a partir das decisões tomadas pelos tribunais responsáveis por julgar casos envolvendo a coroa ou que exigiam a intervenção do poder real, e, portanto, suas raízes concernem principalmente um direito público, ligado às questões de governo, pois disputas envolvendo cidadãos particulares só podiam ser submetidas aos tribunais reais "na medida em que pusessem em jogo o interesse da Coroa ou do reino".
Embora os direitos da common law também contem com legislações escritas, essas são consideravelmente mais breves e, consequentemente, a grande maioria das normas jurídicas resulta de precedentes judiciais que, eventualmente, vão se firmando em jurisprudência. Nesses direitos, portanto, o juiz, ao decidir casos concretos, cria regras de direito que passam a se impor a outras decisões futuras. Em contraposição às regras dos direitos romano-germânicos, essas regras da common law são menos abstratas e visam dar solução a processos judiciais concretos, isto é, sua preocupação imediata é "restabelecer a ordem perturbada, e não a de lançar as bases da sociedade".
Como os direitos romano-germânicos, a common law se difundiu pelo mundo todo como resultado da colonização e da recepção voluntária de estruturas jurídicas. Também como quanto aos direitos romano-germânicos, a common law foi recebida com maior ou menor densidade em diferentes países, inclusive dando origem a direitos híbridos.

## Articulação e hierarquia

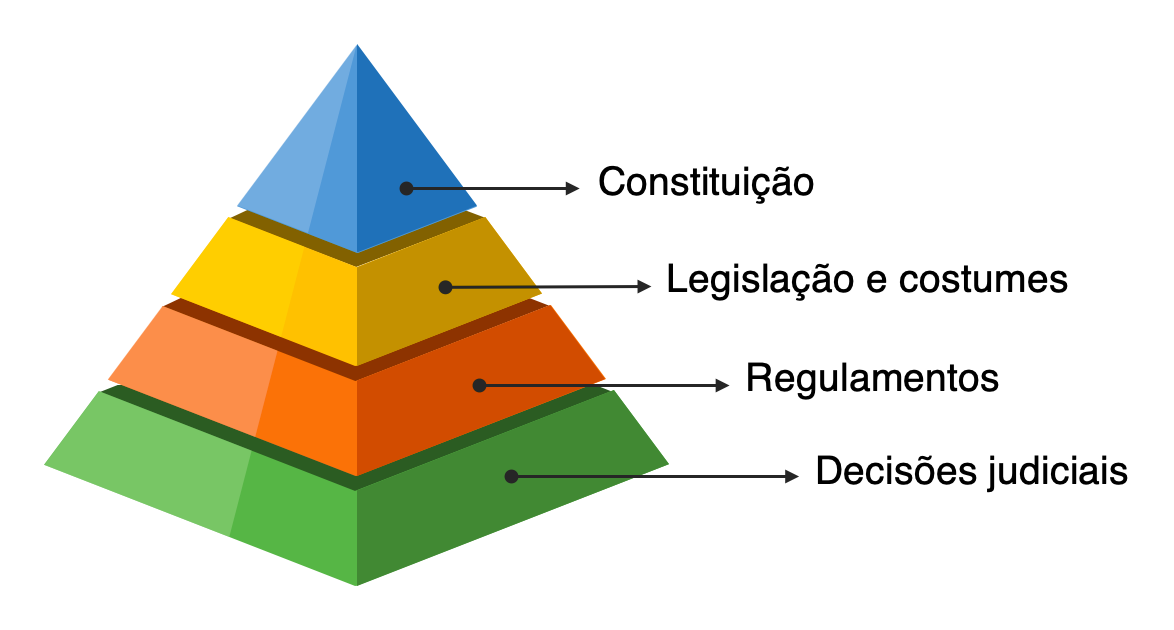
Esquema da hierarquia das fontes de um direito. As fontes ocupam posições distintas em cada ordenamento, mas normalmente são encimadas pela constituição